# Miramas
Miramas [miʁamas] est une commune française, située dans le département des Bouches-du-Rhône en région Provence-Alpes-Côte d'Azur. Elle fait partie de la métropole d'Aix-Marseille-Provence. La ville s'étend sur 25,74 km2 et compte 26 405 habitants en 2021. Le territoire de la commune se situe au nord de l'étang de Berre, à environ 53 km au nord-ouest du centre de Marseille par la route de l'étang de Berre , une soixantaine de km par l'autoroute A54 . Au croisement des quatre chemins (voie romaine) s'érige un petit mont Miramas le Vieux où l'on peut voir l'étang de Berre, car il n'est pas visible de Miramas ville appelée aussi Miramas Gare. Située sur la plaine de la Crau, elle marque la fin de la dernière couronne périphérique marseillaise.
Ses habitants sont appelés les Miramasséens.

## Géographie

### Communes limitrophes
Les communes limitrophes sont Cornillon-Confoux, Grans, Istres, Saint-Chamas, Saint-Martin-de-Crau, Salon-de-Provence et Berre-l'Étang.
| Istres | Grans          | Grans             |
| Istres | Miramas        | Cornillon-Confoux |
| Istres | Étang de Berre | Saint-Chamas      |

### Climat
Pour des articles plus généraux, voir Climat de Provence-Alpes-Côte d'Azur et Climat des Bouches-du-Rhône.
En 2010, le climat de la commune est de type climat méditerranéen franc, selon une étude du Centre national de la recherche scientifique s'appuyant sur une série de données couvrant la période 1971-2000. En 2020, Météo-France publie une typologie des climats de la France métropolitaine dans laquelle la commune est exposée à un climat méditerranéen et est dans la région climatique  Provence, Languedoc-Roussillon, caractérisée par une pluviométrie faible en été, un très bon ensoleillement (2 600 h/an), un été chaud (21,5 °C), un air très sec en été, sec en toutes saisons, des vents forts (fréquence de 40 à 50 % de vents > 5 m/s) et peu de brouillards. 
Pour la période 1971-2000, la température annuelle moyenne est de 14,2 °C, avec une amplitude thermique annuelle de 16,9 °C. Le cumul annuel moyen de précipitations est de 597 mm, avec 5,8 jours de précipitations en janvier et 1,8 jours en juillet. Pour la période 1991-2020, la température moyenne annuelle observée sur la station météorologique de Météo-France la plus proche, « Istres », sur la commune d'Istres à 7 km à vol d'oiseau, est de 15,6 °C et le cumul annuel moyen de précipitations est de 572,9 mm. 
La température maximale relevée sur cette station est de 44,3 °C, atteinte le 28 juin 2019 ; la température minimale est de −13,6 °C, atteinte le 10 février 1956,,. 
| Mois                                  | jan.             | fév.             | mars            | avril           | mai            | juin           | jui.            | août           | sep.           | oct.            | nov.            | déc.             | année      |
| ------------------------------------- | ---------------- | ---------------- | --------------- | --------------- | -------------- | -------------- | --------------- | -------------- | -------------- | --------------- | --------------- | ---------------- | ---------- |
| Température minimale moyenne (°C)     | 3,4              | 3,5              | 6,2             | 8,8             | 12,6           | 16,6           | 19,2            | 19             | 15,4           | 12,2            | 7,4             | 4,2              | 10,7       |
| Température moyenne (°C)              | 7,5              | 8,1              | 11,3            | 14              | 17,9           | 22,2           | 24,9            | 24,7           | 20,6           | 16,6            | 11,4            | 8,2              | 15,6       |
| Température maximale moyenne (°C)     | 11,6             | 12,7             | 16,4            | 19,1            | 23,2           | 27,8           | 30,7            | 30,4           | 25,8           | 21              | 15,4            | 12,1             | 20,5       |
| Record de froid (°C) date du record   | −11,1 07.01.1985 | −13,6 10.02.1956 | −7,2 07.03.1971 | −1,4 01.04.1977 | 3,1 04.05.1967 | 6,7 04.06.1984 | 9 12.07.1936    | 9,6 30.08.1986 | 5,1 29.09.1974 | −2 31.10.1941   | −4,9 23.11.1998 | −12,6 27.12.1962 | −13,6 1956 |
| Record de chaleur (°C) date du record | 21 19.01.07      | 23,4 24.02.20    | 26 23.03.19     | 29,8 20.04.1949 | 34,5 24.05.11  | 44,3 28.06.19  | 39,5 26.07.1983 | 40,3 01.08.20  | 34,9 03.09.16  | 30,9 02.10.1997 | 25,2 03.11.1970 | 20,5 05.12.18    | 44,3 2019  |
| Précipitations (mm)                   | 55,6             | 33,6             | 31,5            | 59              | 42,5           | 28,2           | 12,5            | 23,4           | 80             | 86,7            | 76,2            | 43,7             | 572,9      |

| Diagramme climatique                                  |             |             |           |              |              |              |            |            |            |             |             |
| J                                                     | F           | M           | A         | M            | J            | J            | A          | S          | O          | N           | D           |
| 11,63,455,6                                           | 12,73,533,6 | 16,46,231,5 | 19,18,859 | 23,212,642,5 | 27,816,628,2 | 30,719,212,5 | 30,41923,4 | 25,815,480 | 2112,286,7 | 15,47,476,2 | 12,14,243,7 |
| Moyennes : • Temp. maxi et mini °C • Précipitation mm |             |             |           |              |              |              |            |            |            |             |             |

Les paramètres climatiques de la commune ont été estimés pour le milieu du siècle (2041-2070) selon différents scénarios d'émission de gaz à effet de serre à partir des nouvelles projections climatiques de référence DRIAS-2020. Ils sont consultables sur un site dédié publié par Météo-France en novembre 2022.

## Urbanisme

### Typologie
Au 1er janvier 2024, Miramas est catégorisée centre urbain intermédiaire, selon la nouvelle grille communale de densité à 7 niveaux définie par l'Insee en 2022.
Elle appartient à l'unité urbaine de Marseille-Aix-en-Provence, une agglomération inter-départementale dont elle est une commune de la banlieue,. Par ailleurs la commune fait partie de l'aire d'attraction de Miramas, dont elle est la commune-centre,. Cette aire, qui regroupe 1 communes, est catégorisée dans les aires de moins de 50 000 habitants,.
La commune, bordée par la mer Méditerranée, est également une commune littorale au sens de la loi du 3 janvier 1986, dite loi littoral. Des dispositions spécifiques d’urbanisme s’y appliquent dès lors afin de préserver les espaces naturels, les sites, les paysages et l’équilibre écologique du littoral, tel le principe d'inconstructibilité, en dehors des espaces urbanisés, sur la bande littorale des 100 mètres, ou plus si le plan local d’urbanisme le prévoit.

### Occupation des sols

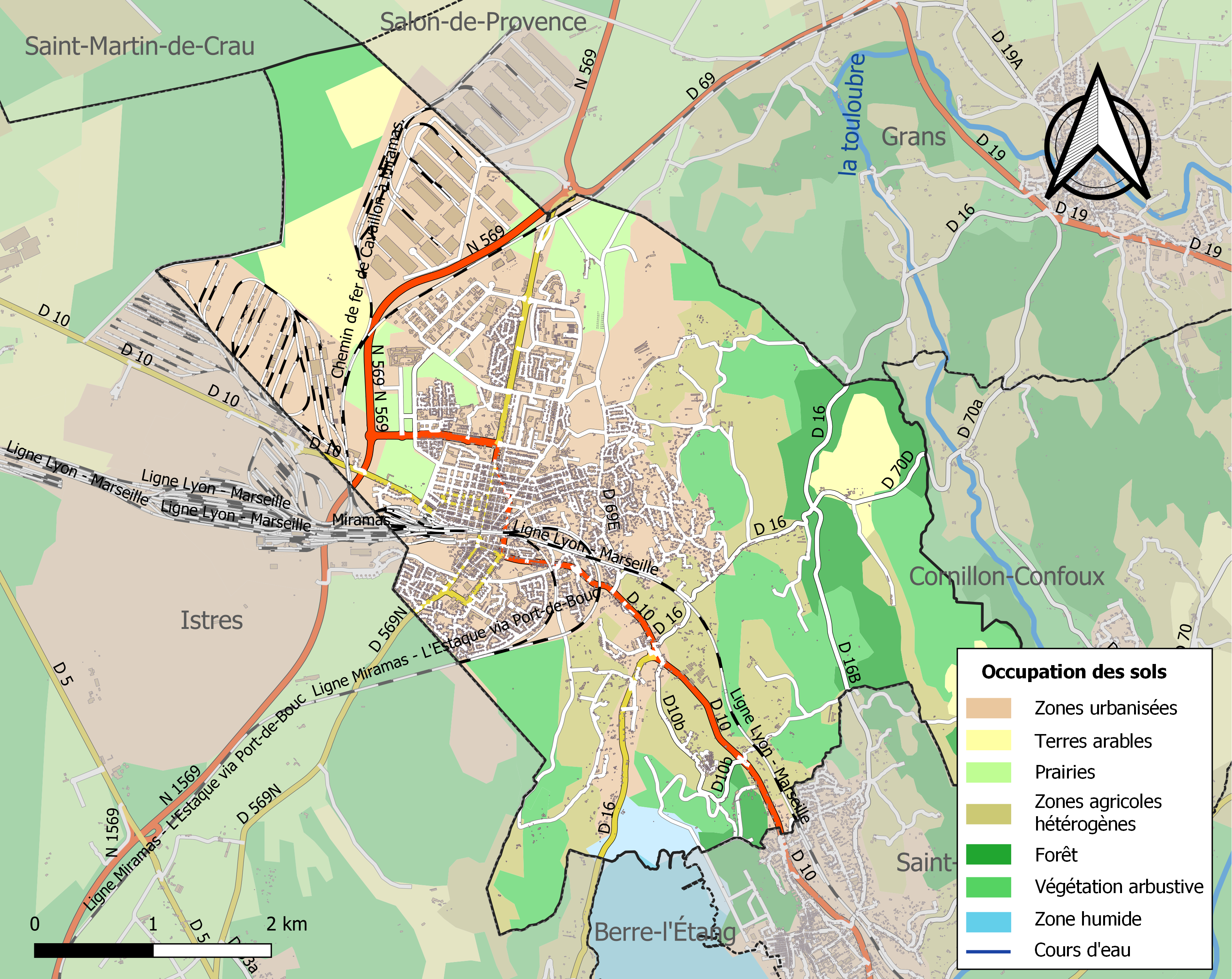
Carte des infrastructures et de l'occupation des sols de la commune en 2018 (CLC).

L'occupation des sols de la commune, telle qu'elle ressort de la base de données européenne d’occupation biophysique des sols Corine Land Cover (CLC), est marquée par l'importance des territoires artificialisés (42,1 % en 2018), en augmentation par rapport à 1990 (27,6 %). La répartition détaillée en 2018 est la suivante :
zones urbanisées (23,6 %), milieux à végétation arbustive et/ou herbacée (20 %), zones agricoles hétérogènes (16,5 %), zones industrielles ou commerciales et réseaux de communication (15,4 %), forêts (8,2 %), cultures permanentes (5,1 %), prairies (4,8 %), espaces verts artificialisés, non agricoles (3,1 %), terres arables (1,9 %), zones humides intérieures (1,2 %), eaux maritimes (0,1 %). L'évolution de l’occupation des sols de la commune et de ses infrastructures peut être observée sur les différentes représentations cartographiques du territoire : la carte de Cassini (XVIIIe siècle), la carte d'état-major (1820-1866) et les cartes ou photos aériennes de l'IGN pour la période actuelle (1950 à aujourd'hui).

### Logement
Le nombre de logements sur Miramas s’établit à 11 090 logements, la part des résidences principales est de 91,4 %, des résidences secondaires (y compris les logements occasionnels) est de 0,9 % et la part des ménages propriétaires de leur résidence principale est de 42,4 % selon les chiffres Insee, RP2013 exploitation principale en géographie au 01/01/2015.

### Morphologie urbaine
Cette section ne s'appuie pas, ou pas assez, sur des sources secondaires ou tertiaires indépendantes du sujet. Le texte peut contenir des analyses inexactes ou inédites de sources primaires.
Pour l'améliorer, ajoutez-en, ou placez des modèles {{Source secondaire souhaitée}} ou {{Source secondaire nécessaire}} sur les passages mal sourcés. (août 2023)
Insuffisamment desservie par la circulation routière et la navigation fluviale, Marseille souhaitait depuis longtemps l’établissement d’une voie ferrée la reliant au Rhône. Plusieurs tracés furent proposés. M. Kermaingant, ingénieur en chef des Ponts et Chaussées, proposa d’abord de relier Arles à Marseille par le sud de l’étang de Berre. Mais en 1841, ce territoire fut envahi par les inondations du Rhône et l’on abandonna le projet. Une deuxième ébauche voulait faire passer la ligne par Aix, mais on lui préféra le tracé conçu par les ingénieurs Didion et Talabot, directeurs du PLM, qui passait par Rognac, Saint-Chamas, Miramas, Arles et Tarascon. De cette façon, Miramas se trouva intéressée par l’établissement d’une voie ferrée, appelée à devenir l’une des principales artères du réseau national.
La ligne traversait le territoire communal de Miramas sur 4,7 kilomètres, dans une zone où l’irrigation avait donné de la valeur à la terre. On procéda à des expropriations, non sans provoquer l’hostilité des propriétaires ; mais très vite les habitants de Miramas prirent conscience de l’utilité du rail. D’ailleurs le 25 avril 1845, le maire soulignait, dans le registre des délibérations du conseil municipal, « l’intérêt du site de Miramas pour l’établissement d’un débarcadère ».
On pensa d’abord installer la station du quartier du Moutonnet, situé à un kilomètre du village. Mais la topographie de ce lieu ne s’y prêtant guère, on lui préféra la ferme du Paty, sise au lieu-dit « la Bivoie d’Entressen » à 3,5 kilomètres du village de Miramas. On baptisa la station Constantine, mais l’origine de ce nom reste obscure. Il aurait été donné au débarcadère soit en l’honneur de l’ancienne propriétaire de la ferme, dame Constance, soit parce que la ferme avait été remise en état peu après la victoire des troupes françaises en Algérie. Ainsi c’est autour de cette station qu’allait naître et se développer une nouvelle cité.

#### La mise en place des lignes
Les premières études pour le passage du chemin de fer dans la commune de « Miramas-le-haut », au lieu-dit Constantine, remontaient à 1842. Pourtant il fallut attendre le 18 octobre 1847 pour que soit mis en service le tronçon Rognonas-Constantine-Rognac. La ligne Arles-Marseille fut inaugurée le 18 janvier 1848 et la gare de marchandises de Constantine ouvrit quelques mois plus tard, le 22 septembre. Les travaux, interrompus par les événements de février 1848, reprirent l’année suivante et le 5 mars 1849, la ligne Avignon - Marseille était ouverte à la circulation.
Cette ligne terminée, on projeta de relier Miramas à Avignon par Salon-de-Provence et Cavaillon. En 1863, le projet faillit chavirer, mais on le réexamina à la suite des protestations vigoureuses du conseil municipal de Miramas, de plus en plus intéressé par l’avenir ferroviaire de sa commune.
Le 28 avril 1869, la concession en était accordée au PLM et la ligne fut mise en service le 26 mai 1873. Ainsi, déjà gare de passage, Miramas devint tête de ligne avec la création d’un embranchement la reliant à Avignon via Salon-de-Provence et Cavaillon.
De son côté, la Société des Salins entreprenait la construction d’une voie ferrée, en fait simple embranchement de particulier, vers Port-de-Bouc.
La compagnie ne s’intéressait alors pas à ces réseaux d’intérêts locaux et laissait donc leur construction et leur exploitation à des entreprises moins importantes. Dès 1877, Marseille avait sollicité la création d’une ligne Miramas - Port-de-Bouc, puis en 1883 d’une ligne Miramas l’Estaque. En effet, Marseille, « Porte de l’Orient » depuis l’ouverture du canal de Suez en 1869, et premier port colonial français depuis 1870, souffrait de plus en plus de l’insuffisance de ses relations avec l’intérieur. Grâce à cette nouvelle ligne, le port pouvait évacuer plus rapidement ses produits, Miramas le garantissant contre un éventuel blocage.
Les travaux de la ligne à voie étroite reliant Miramas à Port-de-Bouc commencèrent en 1880. Le tronçon Miramas-Rassuen fut inauguré le 17 avril 1881 et celui reliant Rassuen à Port-de-Bouc en 1882. La ligne fut exploitée par diverses sociétés, toutes déficitaires, dont la dernière fut la Compagnie du Miramas-Port-de-Bouc (MPB) qui avait sa propre gare à Miramas. En 1904, la compagnie PLM sollicita la concession d’une ligne Miramas-l’Estaque, et l’utilisation de la ligne Miramas-Port-de Bouc étant nécessaire, le PLM racheta la Compagnie MPB.
La ligne Miramas - Marseille via Port-de Bouc fut achevée en 1914 et la section de Port-de Bouc à l’Estaque, ouverte à l’exploitation à deux voies le 15 octobre 1915.
Ainsi, à la veille de la Première Guerre mondiale, les principales lignes du réseau ferroviaire départemental sont réalisées. Dans le même temps, les hommes, attirés par l’activité régnant à Constantine, vont matérialiser, par leurs installations, la rupture entre le village de Miramas et Constantine.

#### Une nouvelle cité née du rail: Constantine
Constantine, agglomération créée ex nihilo autour du débarcadère, est l’exemple parfait de la ville née du rail, ou plutôt, ayant tiré du rail une importance nouvelle à un emplacement nouveau.
Tout d’abord, l’arrivée des ouvriers itinérants employés à la pose du rail provoqua une augmentation de la population de Miramas-Village. Mais l’ouverture de la gare détourna ces hommes vers Constantine et quelques ouvriers agricoles du village en chômage se joignirent à eux. En 1849, la nouvelle cité ne regroupe que quelques baraquements où logent une quarantaine d’ouvriers et une quinzaine d’employés du chemin de fer. Certains des hommes, amenés là pour les travaux de la voie ferrée, y restèrent une fois celle-ci achevée, et Constantine devint rapidement un hameau regroupant quelque 400 habitants.
Rapidement, Constantine prit l’aspect d’une minuscule banlieue et ce noyau de population, né du rail, se développa au rythme de l’extension du réseau. En 1854, le débarcadère fut remplacé par une gare plus spacieuse et lors de l’année 1855, cette gare vit transiter 22 00 voyageurs et 20 000 tonnes de marchandises. Pourtant, en 1860, Miramas-gare n’était encore qu’une petite agglomération sans forme.
Une seconde agglomération voit le jour grâce au chemin de fer. Par la suite, Miramas-Village et Miramas-Gare évoluèrent en sens contraire. La décadence de Miramas-Village s’accéléra, ses habitants émigrants vers Constantine. Le village dont la population chuta de 500 à 100 habitants, n’attira plus alors que quelques ouvriers du chemin de fer qui ne trouvaient pas à se loger dans la nouvelle agglomération. Le centre de gravité de la commune se déplaça vers la nouvelle cité, dotée d’une population jeune et dynamique, alors que le village, dénommé désormais « Miramas-le-Vieux », continua inexorablement sa chute. La rupture était consommée, et dès 1870, la commune, avec l’installation d’un bureau de vote à Constantine, possédait deux sections électorales.
Une intense animation régnait aux abords de la gare, où un va-et-vient continuel de rouliers apportait les produits agricoles d’Istres et de Salon et les produits industriels de Rassuen et de Salon. Ainsi en 1913, Miramas expédiait fruits et légumes, fourrages, bétail et matériaux de construction. D’ailleurs, la ville était, après Arles, le plus important point d’embarquement de moutons de la Crau.
L’implantation des lignes de chemin de fer a ainsi fait naître, aux portes de la Crau, un hameau, là où rien ne prédisposait la population à se fixer.
Mais vers 1880, Constantine n’est encore qu’un village-gare, somme toute banal. Pourtant de nouvelles activités ferroviaires vont s’y développer, transformant la petite gare en une véritable agglomération ferroviaire.

#### L’évolution de Miramas
Le village-gare de Miramas ne prit les traits d’une cité cheminote qu’après implantation d’un triage.

#### De Constantine à Miramas, ou du village gare- à la cité cheminote
Le trafic de la gare ne cessait d’augmenter. Pour l’année 1869 par exemple, le trafic des marchandises s’élevait à 80 512 tonnes. De plus, le commerce et le trafic de Marseille se développant largement, il fallut résoudre le problème du triage des wagons et de la formation des trains de marchandises que la cité phocéenne, faute de place, ne pouvait assurer. Les produits expédiés par fer ayant des destinations lointaines et diverses, un travail de triage s’imposait pour les importations débarquées à Marseille et les produits industriels destinés à l’exportation.
Jusque-là, le tri des wagons s’effectuait à petite échelle dans plusieurs gares : à Miramas et Arles pour le trafic Nord-Sud, à la Joliette, à Marseille Saint-Charles et à la gare du Prado dans le sens Sud-Nord ; mais, avec l’augmentation du trafic, un triage unique s’imposait.
L’emplacement de la gare de triage devait être choisi par rapport à Marseille.
Enfin, en 1923, l'Armée de terre installe une zone d'entrepôt en lieu et place de l'aérodrome (devenant l'Entrepôt de réserve générale de munitions de Miramas, ERGMu en 1935).
Miramas, éloignée des combats de la Grande Guerre, subit au cours de son développement plusieurs explosions de la Poudrerie nationale de Saint-Chamas dont celle du 16 novembre 1936 et aussi le 5 août 1940 avec celle d'un dépôt de 240 tonnes de nitrate d'ammonium pur en sacs, générant un cratère de 3 m de profondeur (et jusqu'à 39 m de diamètre).
Miramas, en raison de ses installations ferroviaires et militaro-industrielles, devint une cible stratégique lors de la préparation du débarquement des Alliés en Provence. Le 12 juillet puis le 6 août 1944, on dénombrera 17 morts après les bombardements de la 15e USAAF. La ville est libérée le 23 août 1944.

### Rénovation urbaine
Depuis 2008, la politique municipale est axée sur la rénovation urbaine des quartiers de la ville.

#### Quartiers nord
Les quartiers nord, plus défavorisés que les autres, ont vu une transformation complète. Le quartier prioritaire de la Maille réunit les cours de la Péronne et de la Rousse ainsi que la Ruche, avec 5 500 habitants en 2018 pour un taux de pauvreté de 47 %. Avec l'Agence nationale pour la rénovation urbaine (ANRU), 117 logements sociaux ont été détruits pour reconstruire 186 logements neufs, 388 logements réhabilités et 315 logements sociaux concernés par la résidentialisation. De plus, la rénovation du quartier a permis de reconstruire une nouvelle école de 2 700 m2 avec 5 classes de maternelle et 7 classes de primaire ainsi qu'une salle de sport, un bassin d'apprentissage de natation et d'une maison de l'enfance et de la jeunesse avec tous les services municipaux destinés à la petite enfance, à l'éducation et aux sports. D'un coût de plus de 100 millions d'euros d'investissement, financé par l'ANRU, de l'Agence nationale de l'habitat, du conseil départemental des Bouches-du-Rhône, de la région Provence-Alpes-Côtes d'Azur, des bailleurs sociaux et de la Caisse des dépôts.

#### Centre-ville
En début d'année 2018, un grand projet de réhabilitation va voir le jour. Le projet prévoit de remettre des logements vacants sur le marché et la construction de logements neufs comme un grand écoquartier. Le projet permettra également de redynamiser le centre-ville en développant le commerce et l'artisanat avec la recherche de nouvelles enseignes non présentes. La place principale est ainsi l'avenue Charles-de-Gaulle où se trouve principalement les magasins, qui seront reliés en réaménageant les espaces publics avec un nouveau plan de circulation.

#### La gare
Dans le projet de rénovation du centre-ville, la gare de Miramas sera rénovée et transformée en pôle d'échanges multimodal passagers, d'envergure régionale pour porter le trafic passagers à plus de 1 million de passagers/an. Un nouveau parking de plus de 800 places sera construit ainsi que la mise en place d'une passerelle piétonne de la gare au centre-ville pour une meilleure connexion.
En août 2021, le préfet de la région Christophe Mirmand a annoncé dans une lettre que l'Etat, à travers le ministère des Transports, avait accepté un financement supplémentaire de 2,3 millions d'euros pour la rénovation de la gare de triage de Miramas.

### Voies de communication et transports

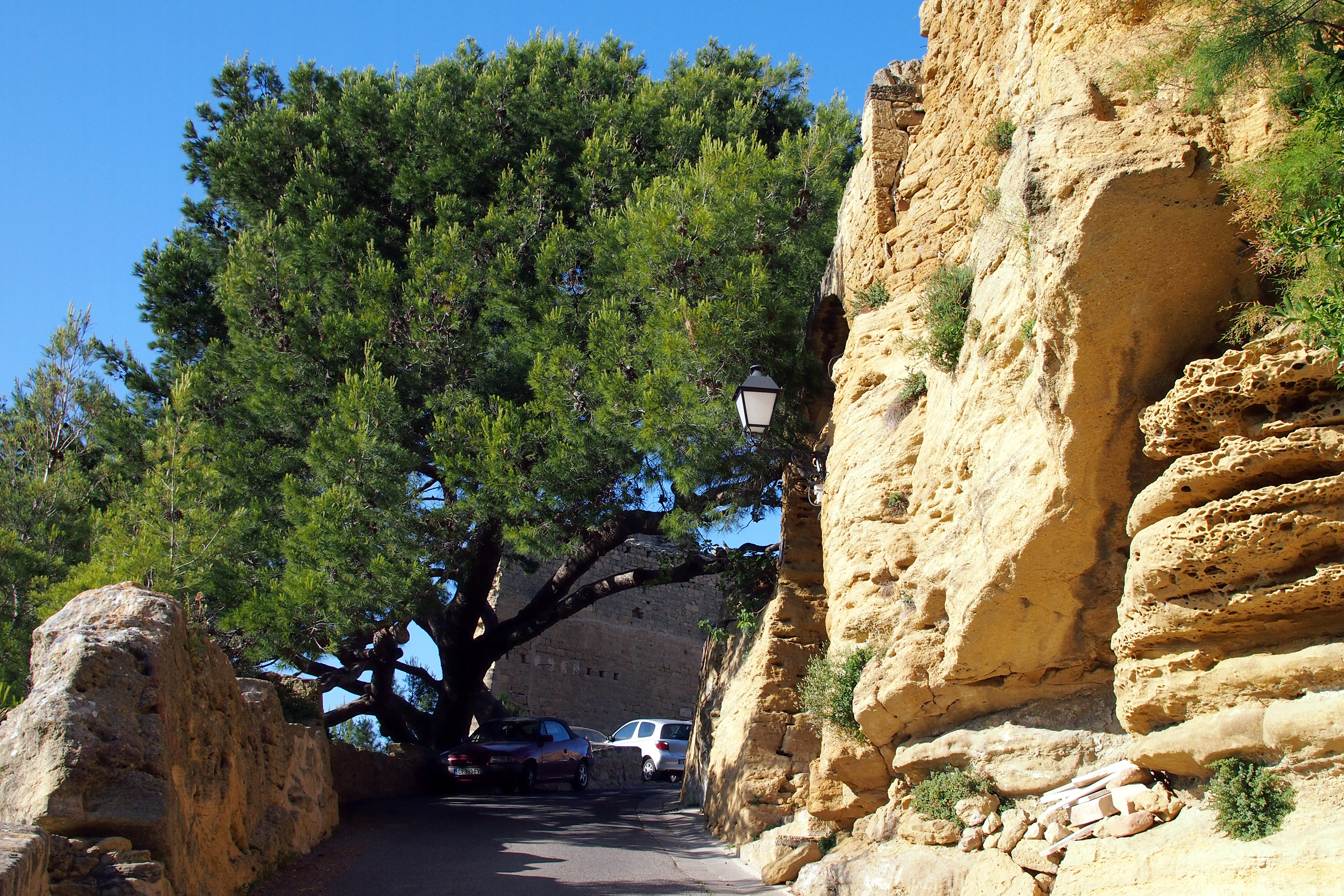
Miramas le Vieux, pin d'Alep.

#### Transport ferroviaire
La gare de Miramas est une gare ferroviaire française des lignes de Paris - Lyon à Marseille-Saint-Charles, d'Avignon à Miramas et de Miramas à l'Estaque.
C'est une gare de la Société nationale des chemins de fer français (SNCF) desservie par des TGV. Elle est également une gare régionale desservie par trains express régionaux TER Provence-Alpes-Côte d'Azur circulant entre Miramas et Marseille-Saint-Charles.
Gare de bifurcation, elle est située au point kilométrique (PK) 809,280 de la ligne de Paris - Lyon à Marseille-Saint-Charles et au PK 68,536 de la ligne d'Avignon à Miramas. Elle est également l'origine de la ligne de Miramas à l'Estaque. Son altitude est de 49 m.

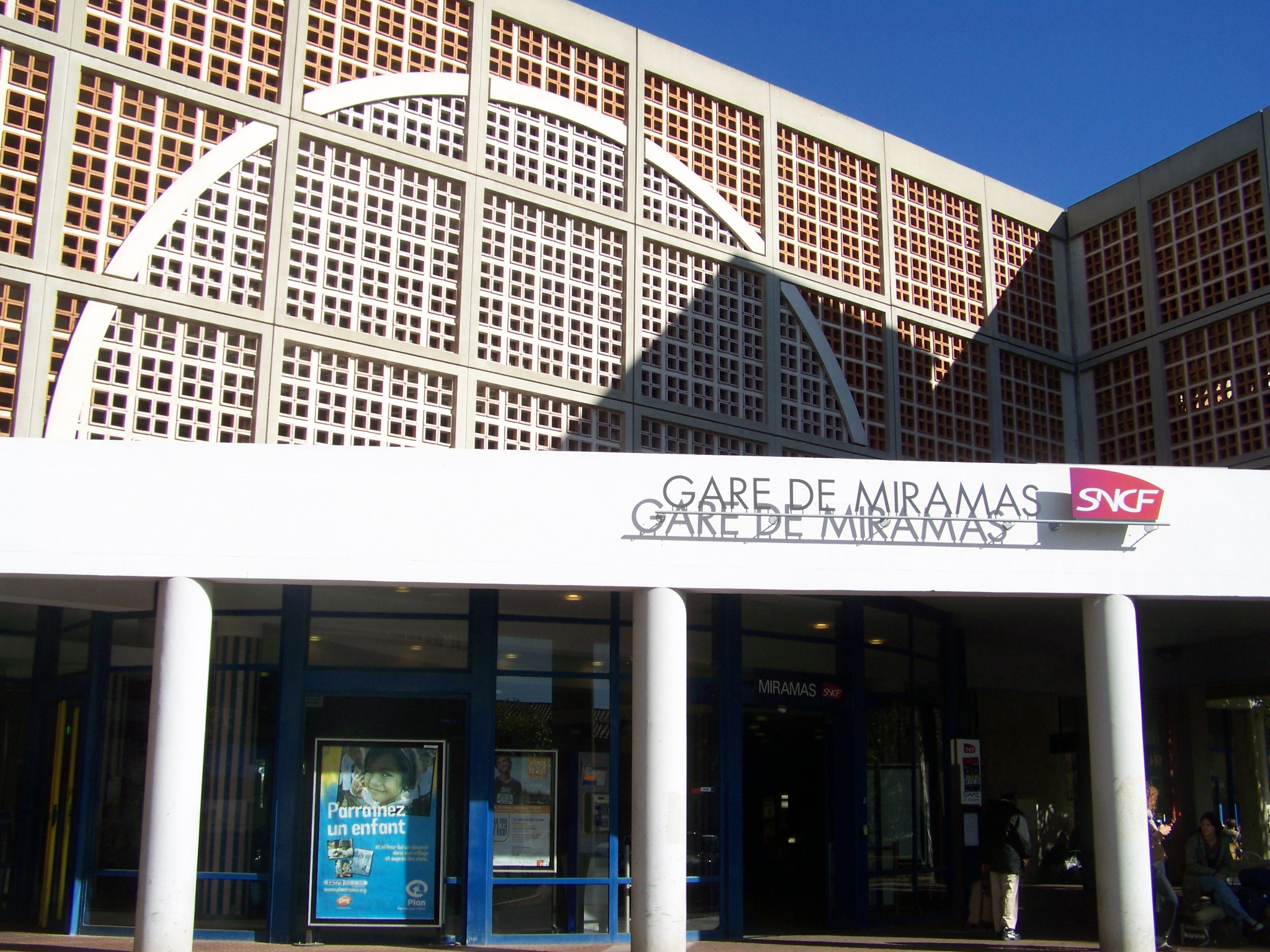
L'entrée de la gare de Miramas.

Miramas est desservie par plusieurs types de relations : deux TGV quotidiens Paris - Miramas dans les deux sens, et des trains TER PACA sur la ligne 07 Marseille - Miramas (via Port-de-Bouc ou Rognac), la ligne 08 Marseille - Arles - Tarascon - Avignon, la ligne 09 Marseille - Avignon (via Salon-de-Provence ou Cavaillon), la ligne 10 Marseille - Avignon - Orange (Vaucluse) - Valence (Drôme) et la ligne 11 Marseille - Nîmes - Montpellier. Elle est aussi desservi par les trains TER Occitanie avec la ligne Marseille - Narbonne et une ligne TER assurant la liaison Marseille - Lyon.  

#### Transport en commun
Le réseau de bus Ulysse a été créé le 27 janvier 2012, par le regroupement de la régie des bus municipaux de Martigues, les bus du Soleil, avec le réseau des transports de Ouest Provence le bus, au sein du syndicat mixte de gestion et d'exploitation des transports urbains Ouest-Étang de Berre. Le réseau est géré par La Métropole Mobilité depuis 2017. 
Le réseau est constitué des lignes urbaines suivantes : 
10 : Village des Marques ↔ Camus
11 : Village des Marques ↔ Pont de la Gare
Et des lignes inter-urbaine suivantes :
1 ou Intercité : Salon de Provence (depuis 2022 et qui remplace le tronçon Salon de Provence - Miramas de la ligne 25 Aix-en-Provence - Miramas dont le terminus est, aujourd'hui, à Salon de Provence) ↔ Miramas ↔ Istres ↔ Fos-sur-Mer ↔ Port Saint Louis du Rhône
1bis : Miramas ↔ Istres via Entressen
9 : Entressen ↔ Istres Gare SNCF
11 : Miramas ↔ Saint-Chamas
12 : Istres ↔ Saint-Chamas
13 : Miramas ↔ Istres par le Z.I. du Tubé
25 : Miramas ↔ Istres ↔ Saint-Mitre-les-Remparts ↔ Martigues
La commune est également desservie par le réseau départemental Libébus avec les lignes suivantes, qui a fusionné avec La Métropole Mobilité :
6 : Saint-Chamas ↔ Salon-de-Provence

#### Réseau routier
Le réseau autoroutier permet de desservir la ville. Au nord, l’autoroute A54 (France) qui relie Nîmes à Salon-de-Provence se situe à moins de 10 km de Miramas. La sortie 12 permet de rejoindre la ville par la route départemental 113 sans barrière de péage alors que la sortie 13 avec péage rejoint Miramas par la nationale 569.
Un nouveau tronçon de 3.3 km en 2x2 voies permet également de contourner la ville du nord à l'ouest.

#### Transport aérien
Miramas est principalement desservie par l'aéroport de Marseille Provence à Marignane.

## Toponymie
En provençal, Miramas se nomme Miramàs selon la norme classique ou Miramas selon la norme mistralienne). La forma latine Miramaris signifiant lieu d'où l'on voit la mer.

## Histoire

### 1118-1850: Miramas-le-Vieux
Village originel perché, Miramas-le-Vieux demeure un endroit chargé d’histoire, terrain de jeu des amoureux de vieilles pierres. Installé sur un « mamelon » rocheux dominant l’étang de Berre (versant côte sauvage), Miramas-le-Vieux pourrait être classé comme l’un des plus beaux villages de France.
La cité médiévale de Miramaris est nommée pour la première fois dans une charte médiévale datée de 1118. Elle devient très vite une place forte défensive. La commune restera longtemps une possession des moines de l’abbaye de Montmajour jusqu’à la Révolution. Peuplée alors d’environ 400 habitants, 1590 marque un tournant historique avec le siège des armées de Savoie et la prise de la ville.
La création de la ligne de chemin de fer au milieu du XIXe siècle entraîne le délaissement progressif du site primitif du village. Aujourd’hui, avec sa centaine d’habitants, il conserve les traces du passé. Avec ses vestiges de rempart, les ruines du château ou encore la porte Notre-Dame, la chapelle Saint-Julien, le vieux village est un petit bijou médiéval provençal.
L’abandon du site primitif
La ville de Miramas ne s’est pas développée, comme ailleurs, autour du noyau historique. L’arrivée du rail et la création d’un débarcadère à 3,5 kilomètres du site primitif ont provoqué, en effet, un transfert de population et l’abandon progressif du site historique. En 1821, le village regroupait 200 habitants environ et l’on en comptait 200 dispersés dans la commune. Mais, dès 1850, trois ans seulement après l’ouverture du « débarcadère », le village n’abritait plus que 150 âmes, alors que le lieu-dit Constantine en comptait le double.
Le site du Vieux Miramas est un site défensif dominant toute la région, mais où l’espace manque. L’installation d’une population sur cet oppidum remonte aux IXe et Xe siècles, lorsque les invasions sarrasines de la Basse Provence poussèrent les habitants à trouver refuge sur les hauteurs. La défense et la juridiction du village furent assurées par l’abbaye de Montmajour et le castrum de Miramas lui resta inféodé jusqu’en 1481, date à laquelle la Provence fut rattachée à la couronne de France.
Cette annexion au royaume rétablit la sécurité et la stabilité politique, et dès lors, le site défensif sur lequel s’était établi le village perdit sa raison d’être.
Les moines de l’abbaye avaient entrepris de gigantesques travaux d’irrigation qui permirent le développement de la céréaliculture et de la viticulture dans la plaine. Des mas s’y implantèrent, mais la mise en valeur de la Crau ne suffit pas à faire naître une nouvelle cité et l’habitat y resta dispersé. Ce n’est qu’avec l’arrivée du chemin de fer dans la commune que se développa à 3,5 kilomètres à l’ouest du village, un nouveau noyau urbain. Et, à partir de ce moment là, le site historique ne put résister à l’attraction exercée par la plaine.

### «1869-aujourd’hui: du vieux village à la ville nouvelle, née du rail»
La ville de Miramas est née du rail. En effet, c’est autour du « débarcadère » implanté à la « porte de la Crau » que se développa, dans la commune, une nouvelle agglomération appelée à un brillant avenir.
Le sort de la commune fut très intimement lié à la mise en place des chemins de fer qui, dans le département, comme sur l’ensemble du territoire national, fut longue et mouvementée. La loi instituant la charte des chemins de fer, votée le 11 juin 1842, créait un réseau d’envergure nationale, soumis à un système d’exploitation mixte. L’acquisition des terrains, les terrassements et les ouvrages d’art étaient à la charge de l’État qui laissait aux compagnies les travaux de superstructure (voies, bâtiments et équipements), la fourniture du matériel roulant et l’exploitation des lignes. La charte provoqua une véritable ruée sur les concessions et l’on compta jusqu’à 33 compagnies différentes. Mais à la suite de remaniements, de disparitions et d’absorptions, elles n’étaient plus que six en 1857 : la Compagnie du Nord, créée en 1842 ; le Paris-Orléans et la Compagnie du Midi, fondées en 1852 ; la Compagnie de l’Est, créée en 1854, celle de l’Ouest constituée en 1855 et la Compagnie PLM (Paris-Lyon à la Méditerranée) née en 1857.

### La Poudrerie Royale
Dans le cadre de ses objectifs politiques et militaires, en 1690, Louis XIV réquisitionne les moulins de la région dans le but de fabriquer de la poudre noire à canon grâce à la force hydraulique. Ainsi est créée la Poudrerie Royale.
En 1917, sa surface s'étend de 2,5 ha à 135 ha. Des explosifs y sont alors également produits. Deux accidents graves sont survenus en 1936 et 1940. Pour soutenir l'effort de guerre à la veille de la Deuxième Guerre mondiale, l’État français réquisitionne 20 000 ressortissants indochinois dont certains seront affectés au travail à la Poudrerie.
Ce n'est qu'en 1974 qu'elle ferme définitivement et sera démantelée par l'armée.
En 2001, le Ministère de la Défense la cède au Conservatoire du littoral. Sur l'ensemble du site, abandonné et interdit au public, la nature s'est réappropriée l'environnement sur une période de 30 ans.
En partie aménagé, il est possible au public de s'y rendre et d'y voir une tour creusée dans la falaise, des aqueducs et des moulins remis en eau.

## Blason
Le blason fait son apparition au XIe siècle. Il est issu des armoiries qui existent depuis l’Antiquité. Les armoiries permettaient de différencier les troupes de combattants ; les soldats identifiaient ainsi leurs camarades.
Petit à petit, à partir du XIIe siècle, les villes vont se parer d’un blason. Le blason est constitué d’un écu ou bouclier, de meubles (les pièces), et d’émaux (couleurs, métaux fourrures). Il va se modifier au cours du temps.
Pour Miramas, le blason originel est composé d’un écu couleur azur. À l’intérieur, les meubles sont : le « M » d’argent, la clé d’or, et sept besans d’argent. La clé d’or est posée en pal, son anneau est en losange et se trouve à dextre de la lettre M. À dextre du panneton, il y a trois besans et quatre à senestre.
Les couleurs et les meubles ont une signification particulière selon l’héraldique (science qui étudie les composantes d’un blason). L’azur, couleur de la Vierge, symbolise la beauté, la fidélité, la persévérance. L’or est le symbole du soleil, de l’intelligence, de la vertu, de la grandeur, du prestige. L’argent signifie la pureté, la sagesse, la netteté. Le gueules (rouge) représente l’amour, le désir de servir sa patrie.
Quant à Miramas :
- L’azur rappelle la Provence
- La lettre M (lettre parlante) est mise pour Miramas (Miramaris au Moyen Âge)
- La clé indique que la cité est fortifiée et son appartenance à l’abbaye de Montmajour.
- Les besans indiquent la participation du seigneur de Miromaris aux Croisades, et sont un signe de prospérité.

Sous Louis XIV, un impôt est prélevé sur les blasons. C’est certainement à cette époque, que les deux tours apparaissent au-dessus de l’écu. Ce signe rappelle les fortifications de la ville.

Blason de la ville de Miramas.

Après la Révolution française de 1789, vient s’ajouter l’oriflamme où est inscrit « Miramaris » de couleur gueules, référence tardive et non officielle à l’époque féodale.

## Politique et administration

### Tendances politiques et résultats
Résultat des élections présidentielles françaises de 2012.
François Hollande arrive en tête du scrutin au second tour avec 52,75 % des voix devant Nicolas Sarkozy avec 47,25 % des voix. Lors du premier tour, Marine Le Pen avait réuni 31,16 % des voix devant François Hollande avec 24,72 % des voix. Le taux d’abstention était de 21,44 % pour le 1er tour et de 21,35 % pour le second tour.
Résultat des élections municipales de 2014 dans les Bouches-du-Rhône.
- Maire sortant : Frédéric Vigouroux (PS)
- 35 sièges à pourvoir au conseil municipal (population légale 2011 : 25 265 habitants)
- 11 sièges à pourvoir au conseil communautaire

|                          | Frédéric Vigouroux * | PS             | 5 151  | 50,68  | 28 | 9 |  |  |
|                          | Béatrix Espallardo   | FN             | 2 853  | 28,07  | 5  | 2 |  |  |
|                          | Cécile Dumas         | DVG            | 962    | 9,46   | 1  |   |  |  |
|                          | Marilyne Keraudy     | UMP-UDI        | 797    | 7,84   | 1  |   |  |  |
|                          | François Martinez    | DVD            | 399    | 3,92   |    |   |  |  |
|                          |                      |                |        |        |    |   |  |  |
| Inscrits                 | Inscrits             | Inscrits       | 16 234 | 100,00 |    |   |  |  |
| Abstentions              | Abstentions          | Abstentions    | 5 814  | 35,81  |    |   |  |  |
| Votants                  | Votants              | Votants        | 10 420 | 64,19  |    |   |  |  |
| Blancs et nuls           | Blancs et nuls       | Blancs et nuls | 258    | 2,48   |    |   |  |  |
| Exprimés                 | Exprimés             | Exprimés       | 10 162 | 97,52  |    |   |  |  |
| * Liste du maire sortant |                      |                |        |        |    |   |  |  |

Lors des élections régionales françaises de 2015, le Front National représenté par Marion Maréchal Le Pen arrive en tête au premier tour avec 49,01 % et 54,13 % pour le deuxième tour.
| Scrutin             | Scrutin             | 1er tour | 1er tour | 1er tour | 1er tour | 1er tour | 1er tour | 1er tour | 1er tour  | 1er tour | 1er tour | 1er tour | 1er tour | 2d tour | 2d tour | 2d tour | 2d tour | 2d tour | 2d tour |
| Scrutin             | Scrutin             | 1er      | 1er      | %        | 2e       | 2e       | %        | 3e       | 3e        | %        | 4e       | 4e       | %        | 1er     | 1er     | %       | 2e      | 2e      | %       |
| ------------------- | ------------------- | -------- | -------- | -------- | -------- | -------- | -------- | -------- | --------- | -------- | -------- | -------- | -------- | ------- | ------- | ------- | ------- | ------- | ------- |
| Présidentielle 2017 | Présidentielle 2017 |          | FN       | 36,88    |          | LFI      | 26,68    |          | EM        | 13,91    |          | LR       | 10,24    |         | FN      | 54,27   |         | EM      | 45,73   |
| Présidentielle 2022 | Présidentielle 2022 |          | RN       | 34,14    |          | LFI      | 28,46    |          | LREM      | 14,29    |          | REC      | 8,56     |         | RN      | 60,11   |         | LREM    | 39,89   |
| Législatives 2022   | 16e                 |          | RN       | 37,13    |          | PS-Nupes | 30,19    |          | MoDem-Ens | 17,49    |          | REC      | 5,85     |         | RN      | 53,63   |         | PS      | 46,37   |
| Législatives 2024   | 16e                 |          | RN       | 48,90    |          | PCF-NFP  | 32,77    |          | Ren-Ens   | 10,63    |          | LR       | 4,90     |         | RN      | 55,51   |         | PCF     | 44,49   |

### Liste des maires
| Période | Période                        | Identité                            | Étiquette   | Qualité |
| ------- | ------------------------------ | ----------------------------------- | ----------- | --- |
| 1790    | 1791                           | Joseph Pourchier                    |             | |
| 1791    | 1792                           | Jean-Baptiste Pétrier               |             | |
| 1792    | 1795                           | Joseph Pourchier                    |             | |
| 1795    | 1795                           | Jean-Baptiste Pétrier               |             | |
| 1795    | 1797                           | Denis Boyer                         |             | Municipalité de canton |
| 1797    | 1797                           | Jean-Pierre Cournand                |             | Municipalité de canton |
| 1797    | 1798                           | Etienne Cournand                    |             | Municipalité de canton |
| 1798    | 1799                           | Jean-Baptiste Reyne                 |             | Municipalité de canton |
| 1799    | 1800                           | Louis Sapet                         |             | Municipalité de canton |
| 1800    | 1808                           | Denis Boyer                         |             | |
| 1808    | 1813                           | Joseph Moyroux                      |             | |
| 1813    | 1821                           | Joseph Lavison                      |             | |
| 1821    | 1833                           | Bruno Amé                           |             | Conseiller d'arrondissement d'Aix (1822-1824), Conseiller général (1824-1833), meurt en fonction |
| 1833    | 1833                           | François-Xavier Jourdan             |             | adjoint, maire par intérim |
| 1833    | 1838                           | François Joseph Amphoux de Belleval |             | démissionne |
| 1838    | 1846                           | Augustin Amé                        |             | |
| 1846    | 1848                           | Louis Castagne                      |             | démissionne |
| 1848    | 1848                           | François-Xavier Jourdan             |             | conseiller municipal, maire par intérim |
| 1848    | 1850                           | Honoré-Marius Saint-Etienne         |             | démissionne |
| 1850    | 1850                           | Louis-Henri Sabat                   |             | adjoint, maire par intérim |
| 1850    | 1858                           | Louis Castagne                      |             | meurt en fonction |
| 1858    | 1858                           | Napoléon Mariton                    |             | adjoint, maire par intérim |
| 1858    | 1870                           | François Joseph Amphoux de Belleval |             | suspendu en 1870 |
| 1870    | 1871                           | Alexandre Guiran                    | Rép.        | maire provisoire |
| 1871    | 1871                           | Joseph-Honoré Jauffret              | Rép.        | maire provisoire |
| 1871    | 1874                           | Jean-Baptiste Simian                |             | |
| 1874    | 1876                           | Joseph-Honoré Jauffret              | Rép.        | |
| 1876    | 1878                           | Jean-Louis Chiron                   |             | |
| 1878    | 1880                           | Louis Jourdan                       | Rép.        | démissionne |
| 1880    | 1880                           | Edouard Jauffret                    |             | adjoint, maire par intérim |
| 1880    | 1881                           | Auguste Villemus                    |             | démissionne |
| 1881    | 1882                           | Alexandre Guiran                    | Rép.        | Conseiller général du canton d'Istres (1871-1876), démissionne |
| 1882    | 1884                           | François-Joseph Pourchier           | Rép.        | meurt en fonction |
| 1884    | 1885                           | Henri Pons                          | Rép.        | démissionne |
| 1885    | 1888                           | François Corty                      | Rép.        | démissionne |
| 1888    | 1892                           | François Cartier                    | Rép.        | démissionne |
| 1892    | 1934                           | Marius Sauvaire                     | Rad-Soc     | Président du conseil d’arrondissement d’Aix (1912-1934), chevalier de la Légion d'honneur, démissionne |
| 1934    | 1939                           | Isidore Blanc                       | PCF         | suspendu (1939) puis déchu (1940) de son mandat |
| 1939    | 1944                           | Jean Quercy                         |             | Président de la délégation municipale (1939) puis nommé maire par l'Etat français (1941) |
| 1944    | 1945                           | Charles Chabany                     | PCF         | Président du Comité local de Libération, puis président de la délégation municipale |
| 1945    | 1953                           | Isidore Blanc                       | PCF         | |
| 1953    | 1958                           | Roger Lazard                        | MRP         | meurt en fonction |
| 1958    | 1965                           | Henri Coste                         | SFIO        | |
| 1965    | 1977                           | Pierre Tristani                     | UDR         | Médecin |
| 1977    | 1989                           | Georges Thorrand                    | PCF         | |
| 1989    | 1995                           | Pierre Carlin                       | UDF         | Médecin |
| 1995    | 2001                           | Georges Thorrand                    | PCF         | Conseiller général du canton d'Istres-Nord (1994-2001) |
| 2001    | 2008                           | Pierre Carlin                       | UDF         | Médecin |
| 2008    | En cours (au 15 décembre 2020) | Frédéric Vigouroux                  | PS puis DVG | Fonctionnaire Conseiller général du canton d'Istres-Nord (2008 → 2015) Conseiller départemental du canton de Salon-de-Provence-2 (2015 → 2021) Réélu pour le mandat 2014-2020 Réélu pour le mandat 2020-2026 |

### Canton
Depuis le nouveau découpage territorial des Bouches-du-Rhône entré en vigueur à l'occasion des élections départementales de mars 2015, Miramas fait partie du canton de Salon-de-Provence-2 regroupant les communes de Salon-de-Provence, Grans et de Saint-Martin-de-Crau.

### Métropole d'Aix-Marseille-Provence
Créée le 1er janvier 2016 par la loi MAPTAM, elle est issue de la fusion de six intercommunalités afin de mettre fin à la fragmentation administrative du territoire, la Métropole d'Aix-Marseille-Provence est composé de six territoires. La ville fait partie du territoire Istres-Ouest-Provence regroupant les communes d'Istres, Fos-sur-Mer, Grans, Cornillon-Confoux et Port-Saint-Louis-du-Rhône et de Miramas.

## Environnement
La ville de Miramas fait partie des premières communes de France à se fixer une politique exemplaire de qualité environnementale. Lancée par le ministère de la Transition écologique et solidaire et portée par l'ADEME avec le projet « Territoires zéro déchet, zéro gaspillage » dont Miramas fait partie pour permettre de prévenir les risques (incendie, inondation, ruissellement, transports de matières dangereuses...) et réduire les nuisances (sonores, pollutions...), de valoriser le littoral (l'étang de Berre, le parc de la Poudrerie)  à travers l'application de la loi Littoral et protéger le Vieux Miramas et son socle.
Les premières rencontres internationales se sont tenues à Miramas du 23 au 25 novembre 2017 en présence de l'adjoint au maire de Roubaix chargé du développement durable, du maire de l'arrondissement Rosemont- La Petite- Patrie de Montréal, du coordinateur des projets Zéro Déchets de la ville de San Francisco, du maire de Hernani, de la province de Guipuzkoaen Espagne ainsi que du député des Bouches-du-Rhône, vice-président de la commission Développement Durable et Aménagement du Territoire de l'Assemblée nationale, Président de l’institut de l’économie circulaire, de la conseillère régionale, membre de la Commission Environnement, Mer et Forêt, Conseil Régional Provence-Alpes-Côte d'Azur, du président du Conseil Scientifique de la Fondation pour la Nature et l'Homme et professeur à l’Université de Lausanne et de bien d'autres. Ces rencontres ont permis de rassembler plus de 3000 personnes autour de débats, de réunion de travail et de table ronde pour réfléchir aux perspectives de l’économie circulaire, échanger les bonnes pratiques, inventer les solutions et les métiers de demain.

### Maison de l'enfance et de la jeunesse
Pour tout ce qui concerne les enfants et la jeunesse, cette structure regroupe les services de la petite enfance et du Programme réussite éducative (PRE) du Centre communal d’action sociale (C.C.A.S), la direction éducation jeunesse. Ensemble, ils proposent un guichet unique privilégiant ainsi la transversalité et un travail cohérent. Inscriptions en crèche, assistantes maternelles, cantine, périscolaire, parcours de découverte dans le cadre du Projet Éducatif de Territoire, mais aussi vacances, accueils de loisirs, programme réussite éducative.

### Centre Communal d'Action Sociale
Le centre communal d’action sociale joue un rôle de premier plan pour aider chaque Miramasséen à trouver, quel que soit son âge et sa condition, toute sa place dans la ville. Service de proximité, il est le creuset dans lequel s’incarne la solidarité à Miramas. Le Centre Communal d’action sociale (C.C.A.S) a développé ses services dans trois secteurs d’activité : la petite enfance, les personnes âgées et les personnes handicapées, ainsi que l’aide sociale et la santé.

## Sécurité
Miramas dispose d'un centre de secours, d'un poste de police nationale (ouvert uniquement le jour en semaine) et de police municipale (24/7). Jusqu'en 2015, une brigade de BMO gendarmerie nationale (Escadron Départemental de Sécurité Routière) y était également installé près de la caserne des pompiers.

### Police nationale
Le poste du secteur de Miramas dispose d'un effectif de 22 agents venant principalement des villes de Salon-de-Provence et Istres voire les BAC (N) 13.
Durant le 1er semestre de l'année 2017, une augmentation d'effectif supplémentaires sera mise en place à la suite de l'ouverture du village des marques.

### Police municipale
La police municipale disposait fin 2015 d'un effectif de 35 agents de police, de 8 agents de surveillance de la voie publique, de deux agents de police cynophile et d'un chien. Une brigade motorisée ainsi qu'une brigade en VTT est opérationnelle toute l'année.
Depuis 2012, la ville de Miramas a mis en place un système de vidéoprotection sur l'ensemble du territoire pour lutter contre la délinquance et les dégradations sur la voie publique. Depuis le 1er octobre 2016, la mairie a mis en place dans le centre-ville ainsi qu'aux alentours du théâtre et du lycée Jean-Cocteau la vidéoverbalisation contre tous types de stationnements interdits, les non-respects des feux tricolores où des stops, sens interdits, excès de vitesse.

### Centre de secours
Le centre de secours de Miramas est situé sur l'avenue du 8-Mai-1945, il est composé d'un effectif de 126 sapeurs pompiers répartis entre 33 sapeurs pompiers professionnels, 90 sapeurs pompiers volontaires et de 3 infirmiers sapeurs pompiers venant du SMUR Salon-de-Provence. Le centre compte environ 6 300 interventions par an sur trois communes (Miramas, Saint-Chamas et Cornillon-Confoux soit 38 000 habitants environ). Il est implanté également une école des jeunes sapeurs pompiers (JSP). Les sapeurs pompiers de Miramas disposent de 30 engins (victimes, secours routiers, incendie, feux de forêts...).

## Enseignement
La ville est située dans l'académie d'Aix-Marseille. La ville a sur son territoire le siège de l'inspection de l'éducation nationale pour la circonscription de Miramas regroupant les communes de Miramas, Saint-Chamas, Cornillon, Berre.
La ville compte :
- deux écoles maternelles : Garouvin, Les Molières.
- quatre écoles élémentaires : Jules-Ferry, Jean-Macé, Miramas Village, Jean-Moulin.
- huit écoles primaires (maternelle + élémentaire) Paul-Cézanne, Marcel-Gresset, La Maille 3, Gérard-Philippe, Jeanne-d'Arc, La Carraire, Chantegrive, Jean-Giono,

Pour la rentrée 2017-2018, 2 925 écoliers sont inscrits dans les écoles de la ville regroupés dans les 212 classes. La commune a investi 2 126 654 € dans des travaux de rénovations dont 474 733 € de subventions du conseil départemental des Bouches-du-Rhône. La Direction Éducation Jeunesse représente un budget de fonctionnement de 4 613 830 € par an, soit un investissement de 1 577,40 € par enfant.
La ville compte trois collèges. Miramaris (Nord de la ville), La Carraire (Centre-ville), Albert-Camus (Sud de la ville).
La ville compte deux lycées. Lycée Jean-Cocteau en enseignement général puis le lycée Les Alpilles en enseignement professionnel.

### Campus Fontlongue
Le campus Fontlongue est implanté sur la commune depuis plus de 100 ans. L'établissement est sous contrat avec l'éducation nationale et c'est également un établissement de l'enseignement catholique. Le campus accueille 390 élèves dont plus de cent internes encadrés par 45 professeurs et 25 personnels. Les formations concernent principalement l'enseignement agricole même si d'autres enseignements sont présentés comme la petite enfance,l’aménagement paysager, bac général et BAC technologique STAV.
le sport (équitation, football et la danse).
L’enseignement supérieur y est également présent avec 2BTS

### École Nationale de Commerce du sport
Le CNPC offre du niveau bac au master 2, la préparation à 30 métiers différents en lien direct avec Pôle emploi et en bénéficiant du tissu de partenaires du CNPC soit plus de 4 000 entreprises, en France comme à l’étranger. L'école de Miramas sera la huitième de France après celle de Pau, Grenoble, Paris, Quimper, Orléans, Mulhouse et Saint-Denis à la Réunion.

### Grande école du numérique
Dans le cadre de sa formation « Booster vers le numérique » labellisée Grande École du Numérique, Corallis Formation Professionnelle présentera les métiers du numérique (numérique hardware et software, découverte langages informatiques, assistance informatique, développement Web, infrastructure et réseaux, développement durable, compétences clés pour les métiers numériques, Internet et initiation Word Press).

## Santé
La municipalité a créé en 2012 avec le soutien de la région une maison régionale de santé conjointement avec le centre de santé mutualiste. Le but du centre de santé et de la maison régionale de santé est d'offrir à tous les assurés sociaux les soins médicaux, dentaires et d'infirmiers selon les tarifs conventionnels sans dépassement où pour les actes non remboursés, des tarifs maîtrisés.

### Établissement d'hébergement pour personnes âgées dépendantes
Miramas dispose de deux établissements d'hébergement pour personnes âgées dépendantes sur son territoire.
EHPAD « Les jardins fleuris » est un établissement de 4 700 m2 avec une structure qui comporte 72 lits d'hébergements banalisés, d'une unité Alzheimer de 12 lits et d'un pole d'activités et de soins adaptés de 10 places.
EHPAD « Les jardins de la Crau » est géré par le groupe Orpea. L'établissement offre une unité de soins adaptés spécialisée dans la prise en charge de personnes atteintes de la maladie d'Alzheimer ou de troubles apparentés. La résidence offre une qualité de prestation hôtelière.

## Défense

### Établissement principal des munitions «Provence»
La ville abrite l'établissement principal des munitions « Provence » du service interarmées des munitions, comprenant environ 150 personnes civiles et militaires, depuis le 27 mai 2011. Auparavant, le site était habité par le 4e régiment du matériel, un régiment de soutien de l'Armée de Terre dissous en 1999.
L'établissement de Miramas a trois missions principales :
- La fonction infrastructure :

L’infrastructure à Miramas évolue vers un dépôt munitions en igloos, et vers une zone de regroupement et d’attente plus moderne et moins spartiate, tout en continuant les travaux programmés antérieurement (plan VIVIEN, réaménagement de la fonction commandement ou modernisation de la zone technique). Ce dynamisme montre tout l’intérêt porté par le commandement à ce détachement.
- La fonction logistique :

La fonction logistique (outre la fonction munitions) est axée sur la réception et la distribution de matériels (EOT par exemple), au profit des théâtres extérieurs. Ces centaines de tonnes de matériels, en réserves régionales ou nationales, doivent être en mesure d’être expédiées dans des délais très brefs.
- La zone de regroupement et d’attente (ZRA) : Le 4e RMAT est un passage obligé pour de nombreuses formations en départ ou retour de missions extérieures ; en effet, il a aussi comme mission le soutien (hébergement et alimentation) de l’homme en ZRA. Sur cette zone, transitent troupes et matériels organiques en partance ou au retour de missions extérieures, générant de nombreux mouvements par voies ferrées. Pouvant accueillir 600 passagers (300 aujourd’hui[Quand ?] pour raisons de travaux), la ZRA est vouée à monter en puissance pour atteindre une cible potentielle de 1200 passagers.

Durant l'opération Serval au Mali, la plupart des véhicules blindés, les camions, les armes et autres matériels des différentes unités de l'armée française ont transité par le site de Miramas, pour être acheminés soit par avion depuis la base aérienne d'Istres, soit par bateau en départ de la base navale de Toulon. Le 24 janvier 2013, le ministre de la Défense, Jean-Yves Le Drian, s'était rendu à Miramas pour superviser les opérations de logistique.

## Économie
L'économie de Miramas est principalement axée sur le transport ferroviaire par sa gare de triage. Créée au 19e siècle en même temps que la création de la ligne Paris - Lyon - Marseille (PLM), elle a été automatisée depuis pour environ 15 millions d'euros d'investissement. Dans les années 1990-2000, Miramas traitait 30 000 wagons par mois avec 600 cheminots. Maintenant, la gare traite 15 000 wagons avec 160 cheminots, c'est la principale gare de triage de la région marseillaise et du bassin méditerranéen.
Mais depuis quelques années, le transport routier et les entrepôts de logistique se sont implantées sur la commune créant Clé Sud, une plate-forme logistique pour répondre aux enjeux de la logistique de demain. Étendue sur une surface de 28 hectares, Clé Sud offre une zone d'entrepôts de 720 000 m2 et d'un centre de vie avec restaurants et station-service. Les principaux groupes de logistiques mondiaux et européens sont implantés sur Miramas comme Rexel, XPO Logistics, Carrefour (enseigne), intermarché, gifi.
La société Novatrans exploite le terminal combiné d'une superficie de 495 000 m2 avec deux cours à autogrues, de trois voies ferroviaires avec quatre autogrues pour le chargement et le déchargement. Les relations ferroviaires sont Dourges, Valenton, Avignon, Lyon, Rennes, Le Mans, Château-Gontier, Vintimille et Modane.
Le SMED 13 (Syndicat mixte de l'énergie du département des Bouches-du-Rhône a installé son siège social sur Clé Sud.
Depuis 1986, la firme allemande Bayerische Motoren Werke (BMW) exploite le circuit de Miramas en centre d'essais. Le site compte plus de 52 kilomètres de pistes en tout genre. Les ingénieurs allemands apprécient le climat très favorable (2 jours de neige et 20 jours de pluie en moyenne par an), ainsi que la proximité du mont Ventoux qui permet des tests en conditions réelles. Le circuit possède même une réplique exacte du Karussell, le mythique virage du Nürburgring.
Implantée depuis 1990, la société STVA, concentrée sur le marché de la logistique automobile internationale de véhicules finis, exploite un d'une superficie de 36 hectare comprenant un atelier de 6 000 m2, d'un parc de stockage pouvant accueillir 15 000 véhicules et d'une embranchement ferroviaire de 1 250 mètres sur cinq voies.
Le parc d'activité des Molières étendu sur 25 hectares, héberge environ 130 entreprises, 700 emplois ont été créés sur la zone. Plusieurs sociétés ont implanté leur siège social sur la ville comme Techno Tunnel, Avielec.
La ville a deux grandes surfaces. L'une au nord de la ville et la deuxième au sud. 

### Revenus
Le nombre de ménages fiscaux sur la commune était de 9648 en 2013. La part des ménages fiscaux imposés était de 47,9 % et la médiane du revenu disponible par unité de consommation était de 17 538,9 euro et le taux de pauvreté de 20,3 % selon des chiffres de 2013 de l'Insee.

### Emplois
En 2013, on comptait 7 276 emplois sur la commune parmi lesquels on comptait 68, etc. 6 % d'actifs et 18 % de chômage.
Nombre d'établissements actifs au 31 décembre 2014 : 1 738 répartis
- Part de l'agriculture : 1,7 %
- Part de l'industrie : 5,2 %
- Part de la construction : 13,2 %
- Part du commerce, transports et services divers : 63 %

1. Commerce et réparation automobile : 23,2 %
2. Administration publique, enseignement, santé et action sociale : 16,9 %

Nombre d'établissements de 1 à 9 salariés : 20,1 %
Nombre d'établissements de dix salariés ou plus : 5,8 %

## Population et société

### Démographie
L'évolution du nombre d'habitants est connue à travers les recensements de la population effectués dans la commune depuis 1793. Pour les communes de plus de 10 000 habitants les recensements ont lieu chaque année à la suite d'une enquête par sondage auprès d'un échantillon d'adresses représentant 8 % de leurs logements, contrairement aux autres communes qui ont un recensement réel tous les cinq ans,.

En 2022, la commune comptait 25 891 habitants, en évolution de +0,52 % par rapport à 2016 (Bouches-du-Rhône : +2,48 %, France hors Mayotte : +2,11 %).
| 1793 | 1800 | 1806 | 1821 | 1831 | 1836 | 1841 | 1846 | 1851 |
| ---- | ---- | ---- | ---- | ---- | ---- | ---- | ---- | ---- |
| 416  | 376  | 391  | 489  | 547  | 498  | 585  | 858  | 669  |

| 1856 | 1861 | 1866  | 1872  | 1876  | 1881  | 1886  | 1891  | 1896  |
| ---- | ---- | ----- | ----- | ----- | ----- | ----- | ----- | ----- |
| 734  | 918  | 1 057 | 1 170 | 1 040 | 1 250 | 1 318 | 1 520 | 2 129 |

| 1901  | 1906  | 1911  | 1921  | 1926  | 1931  | 1936  | 1946  | 1954  |
| ----- | ----- | ----- | ----- | ----- | ----- | ----- | ----- | ----- |
| 2 324 | 2 487 | 2 975 | 5 065 | 5 161 | 5 922 | 6 594 | 7 310 | 8 325 |

| 1962  | 1968   | 1975   | 1982   | 1990   | 1999   | 2006   | 2011   | 2016   |
| ----- | ------ | ------ | ------ | ------ | ------ | ------ | ------ | ------ |
| 9 943 | 10 544 | 15 585 | 20 414 | 21 602 | 22 526 | 24 517 | 25 265 | 25 756 |

| 2021   | 2022   | - | - | - | - | - | - | - |
| ------ | ------ | - | - | - | - | - | - | - |
| 26 405 | 25 891 | - | - | - | - | - | - | - |

## Tourisme
(juin 2023).
Miramas-le-Vieux, village perché médiéval authentique, est une pépite pour la ville. Il regorge de tout ce qui fait le charme des villages provençaux : pierre, placette, glaciers… et offre un panorama fabuleux de la Provence à 360°. Vous pourrez y découvrir :
- La chapelle Saint-Julien : classée monument historique  Inscrit MH (1928)
- Le château du XIIe siècle : il ne reste qu'une construction basse et voûtée, un mur de la grande salle avec l'imposte de la voûte curieusement traitée à l'encadrement des fenêtres, et un passage voûté sur croisée d'ogives qui débouche sur l'ancienne cour
- L’église paroissiale Saint-Julien, dite Notre-Dame de Beauvezer (nom de l'ancien prieuré de Miramas) : date probablement du XVe siècle. À l'entrée de l'église se trouve une statue de la Vierge dans une petite niche surmontée de l'écusson aux armes de l'abbaye de Montmajour, propriétaire du château jusqu'au règne de Louis XVI.
- La chapelle des Pénitents noirs.
- Maison villageoise typique du XIIe siècle.
- Le moulin à huile des Pourchier : il est signalé par une énorme meule de plus d'une tonne et deux autres plus petites taillées avec un grand art dans le poudingue de Crau.
- La placette principale avec sa fontaine, que borde un lavoir et où trône en buste Jean Louis Martin Castagne, ancien maire du village.
- Maison de l'époque Renaissance avec fenêtre encadrée d'un larmier. En face, des murs de soutènement construits au XIXe siècle.
- La porte Notre-Dame, l'ancienne entrée du village avec son pin centenaire juste en face.
- La gastronomie a un choix conséquent sur place avec ses restaurants et surtout ses artisans glaciers reconnus dans toute la région. Durant la période estivale, un point d'information et une boutique de souvenirs accueille les touristes.

Sur le site internet TripAdvisor, Miramas-le-Vieux obtient la note de 4.5/5.

Miramas-le-Vieux
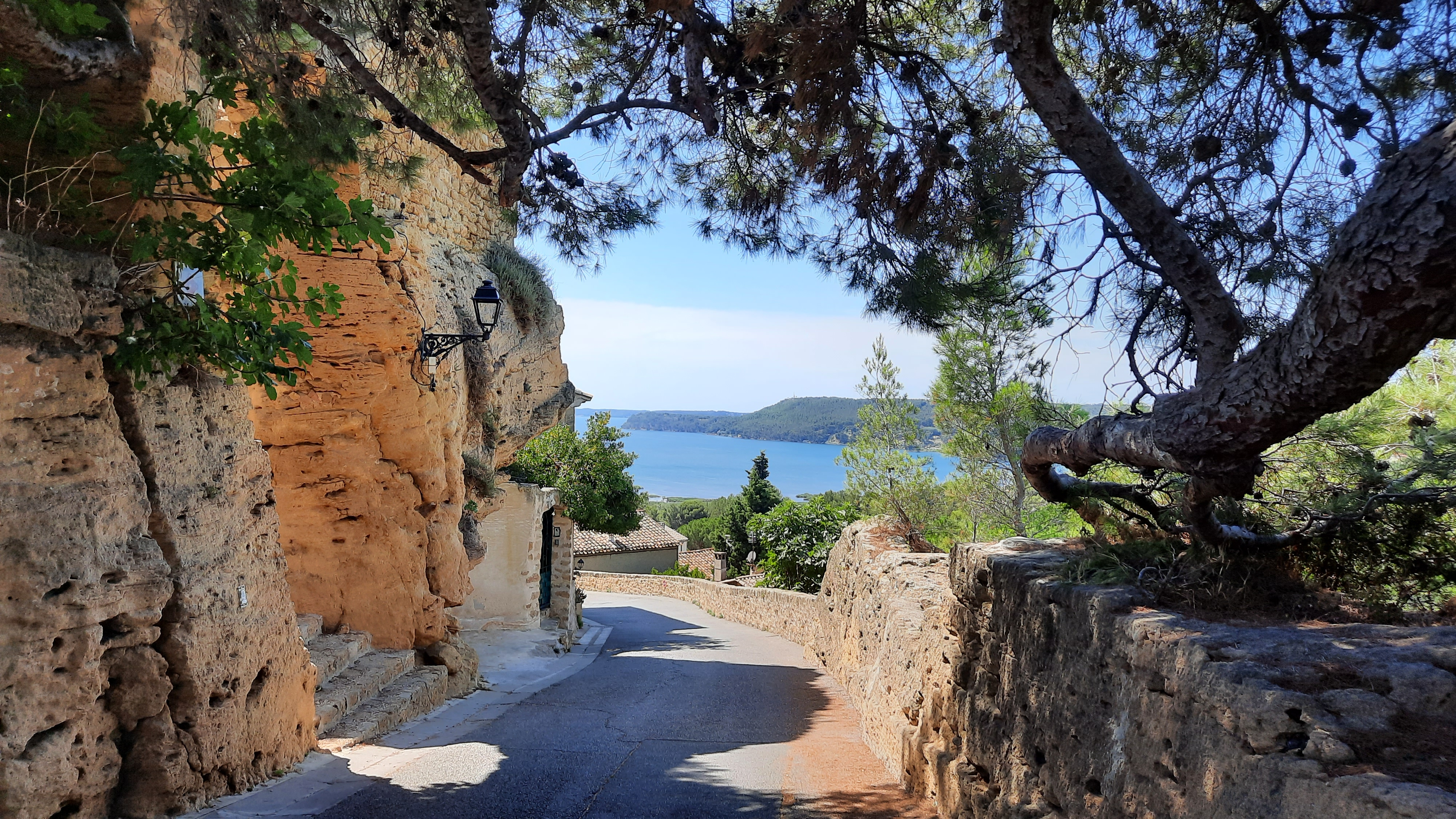
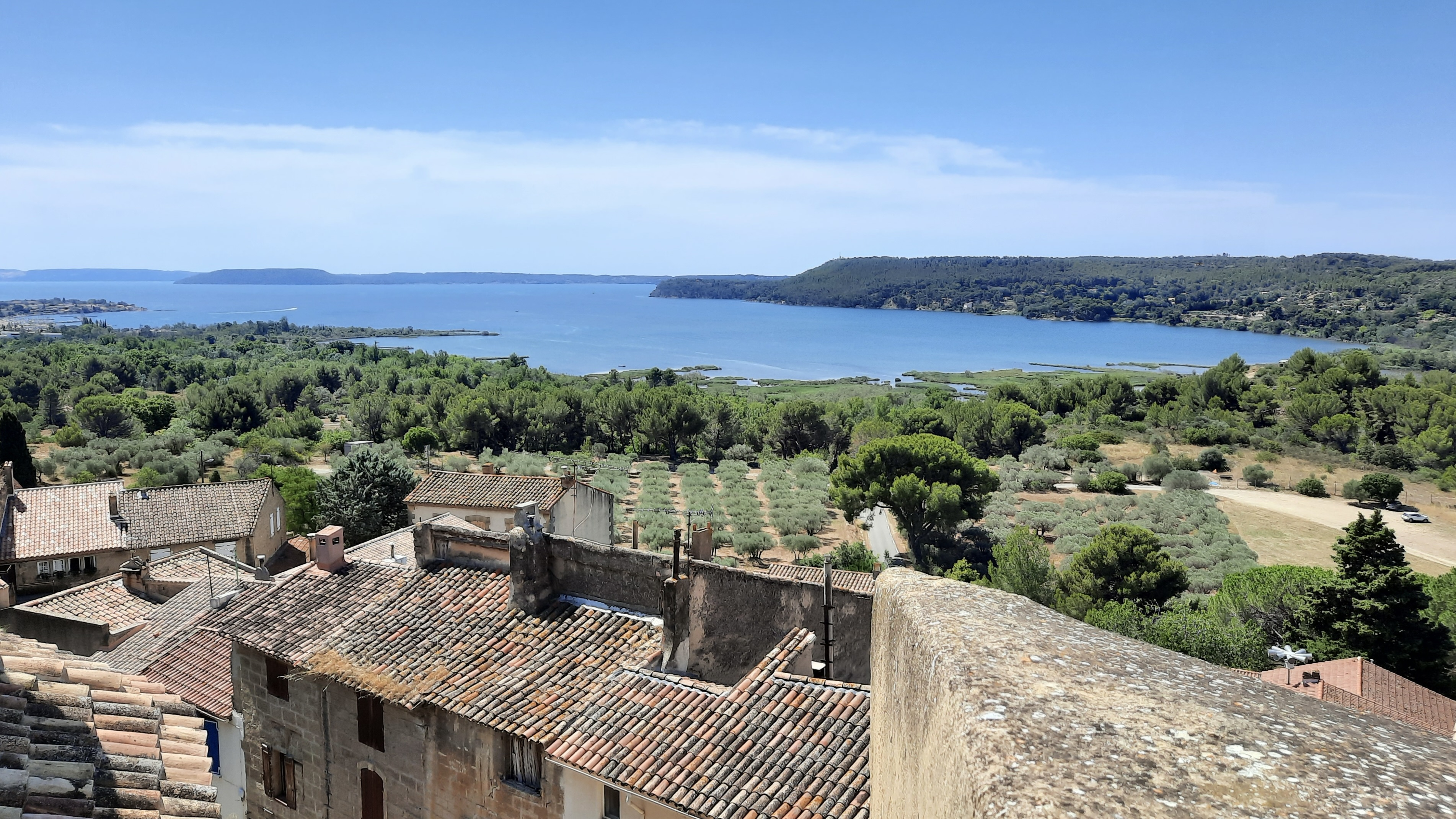
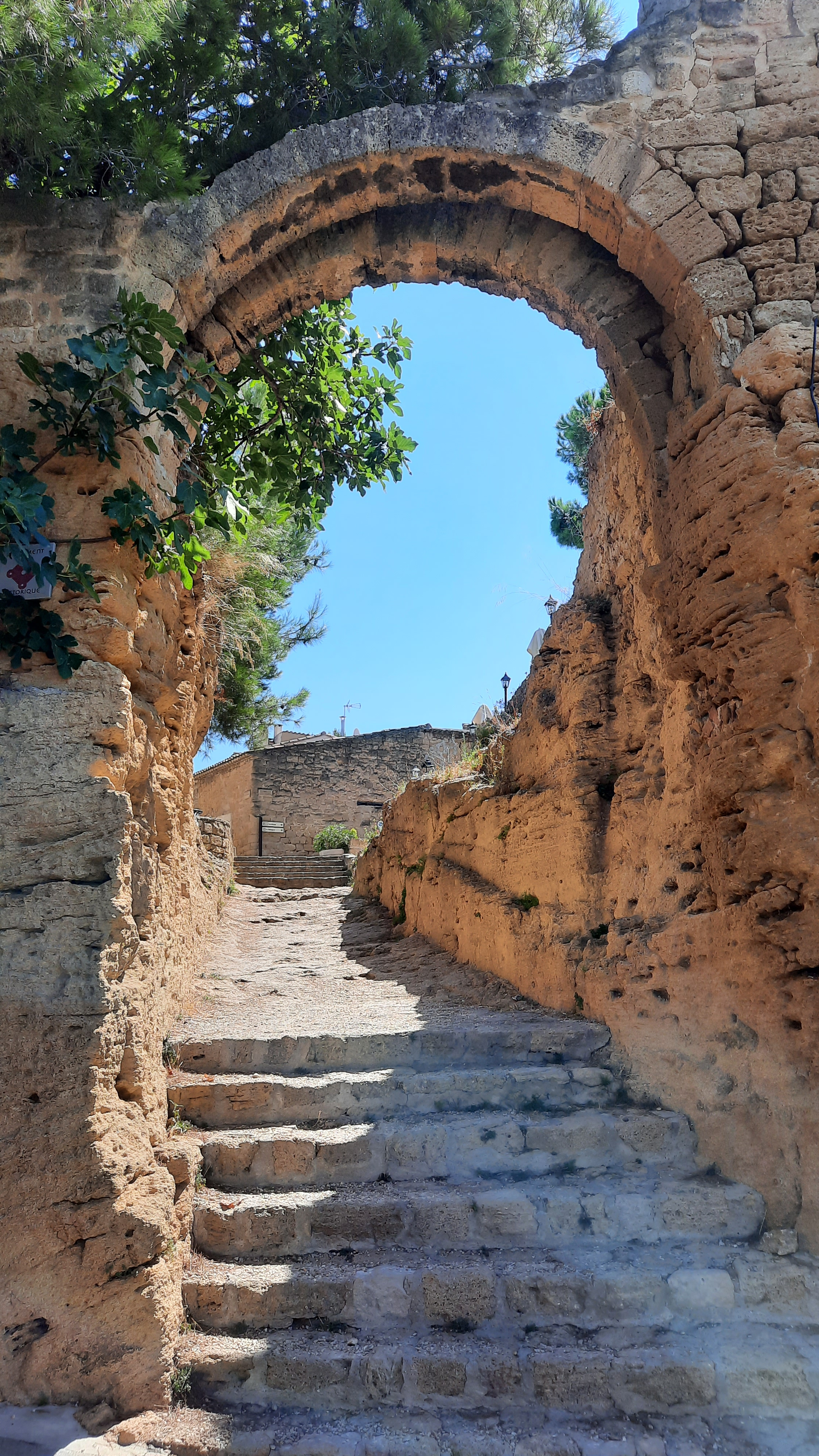
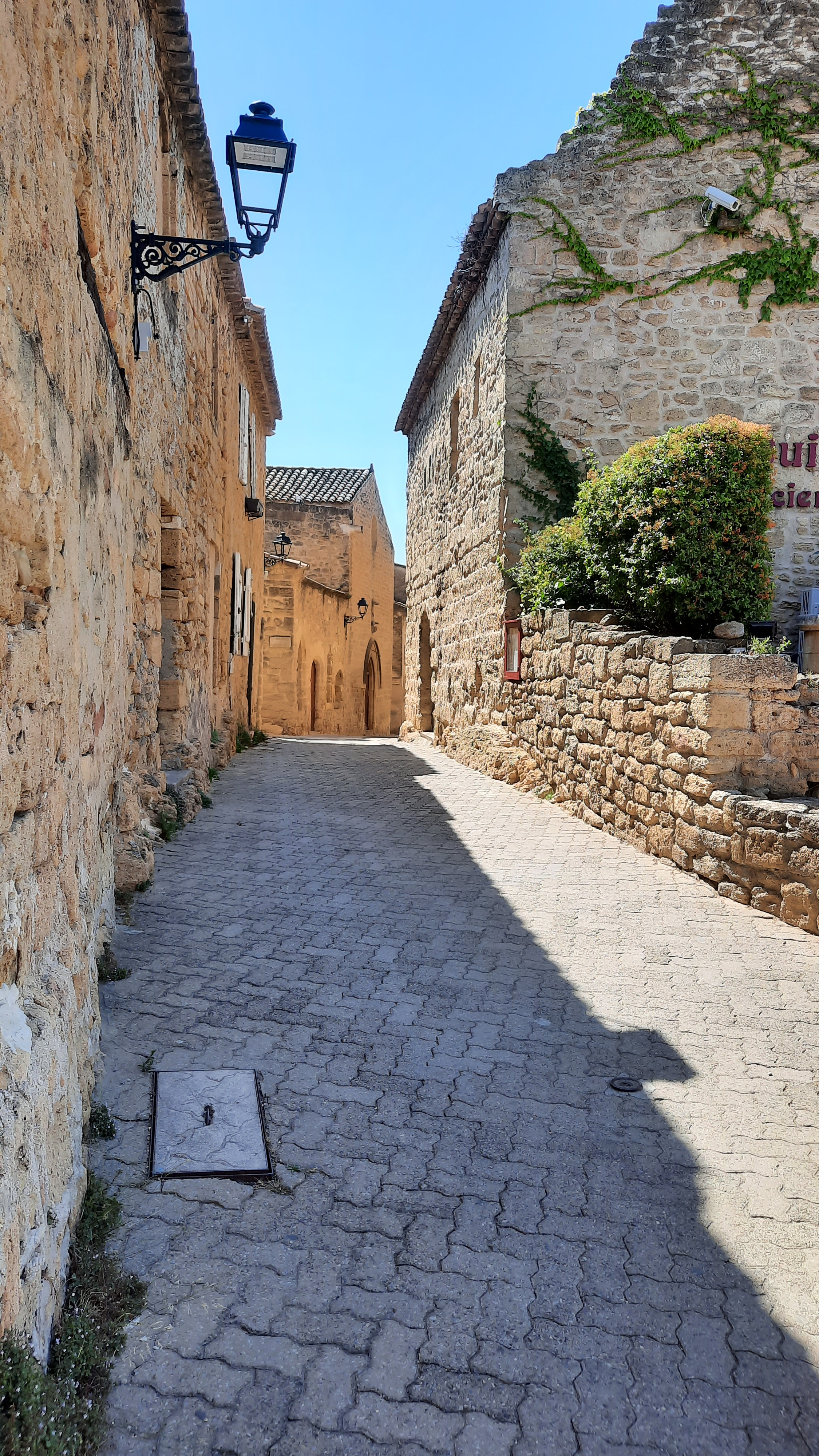
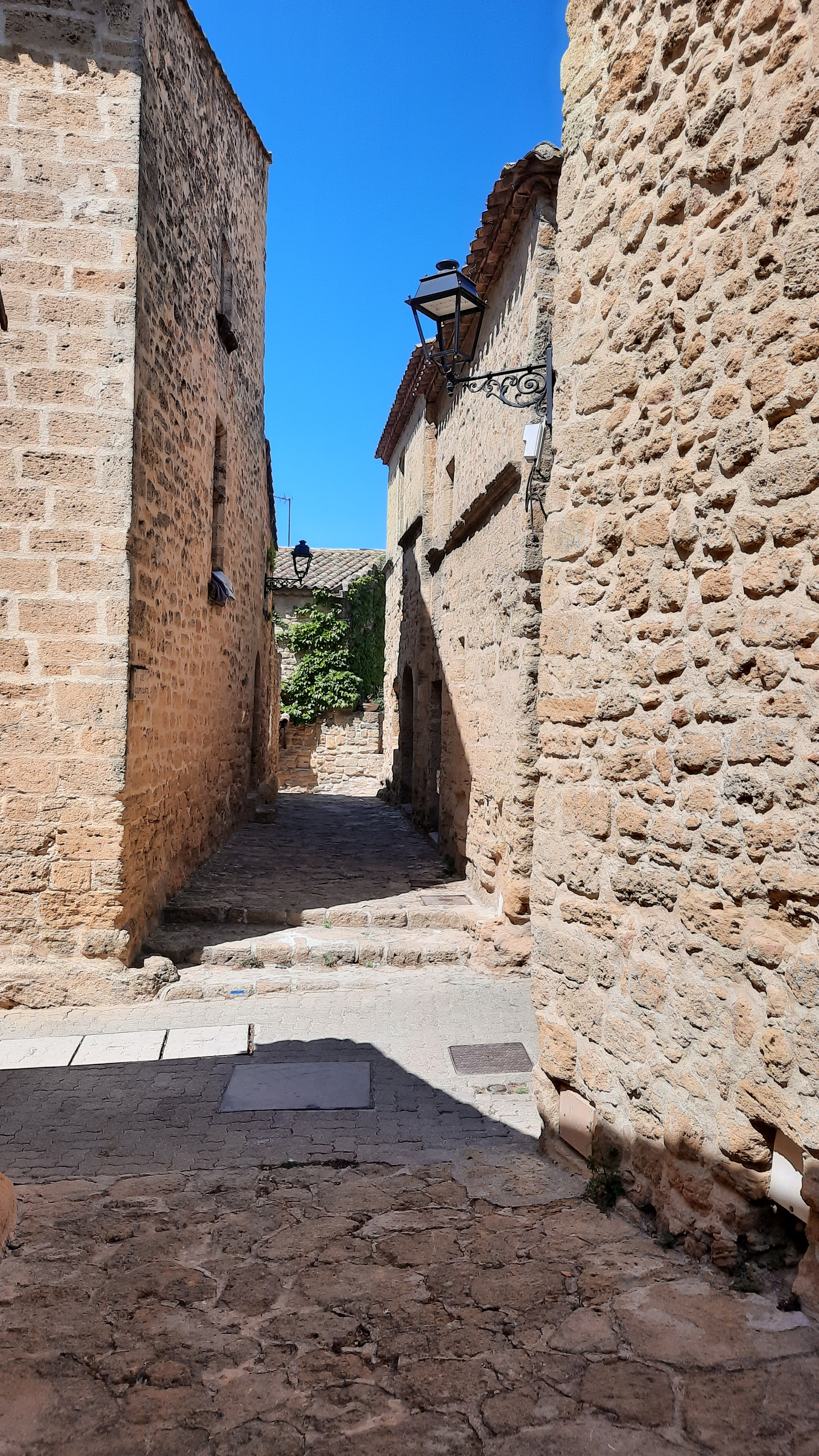
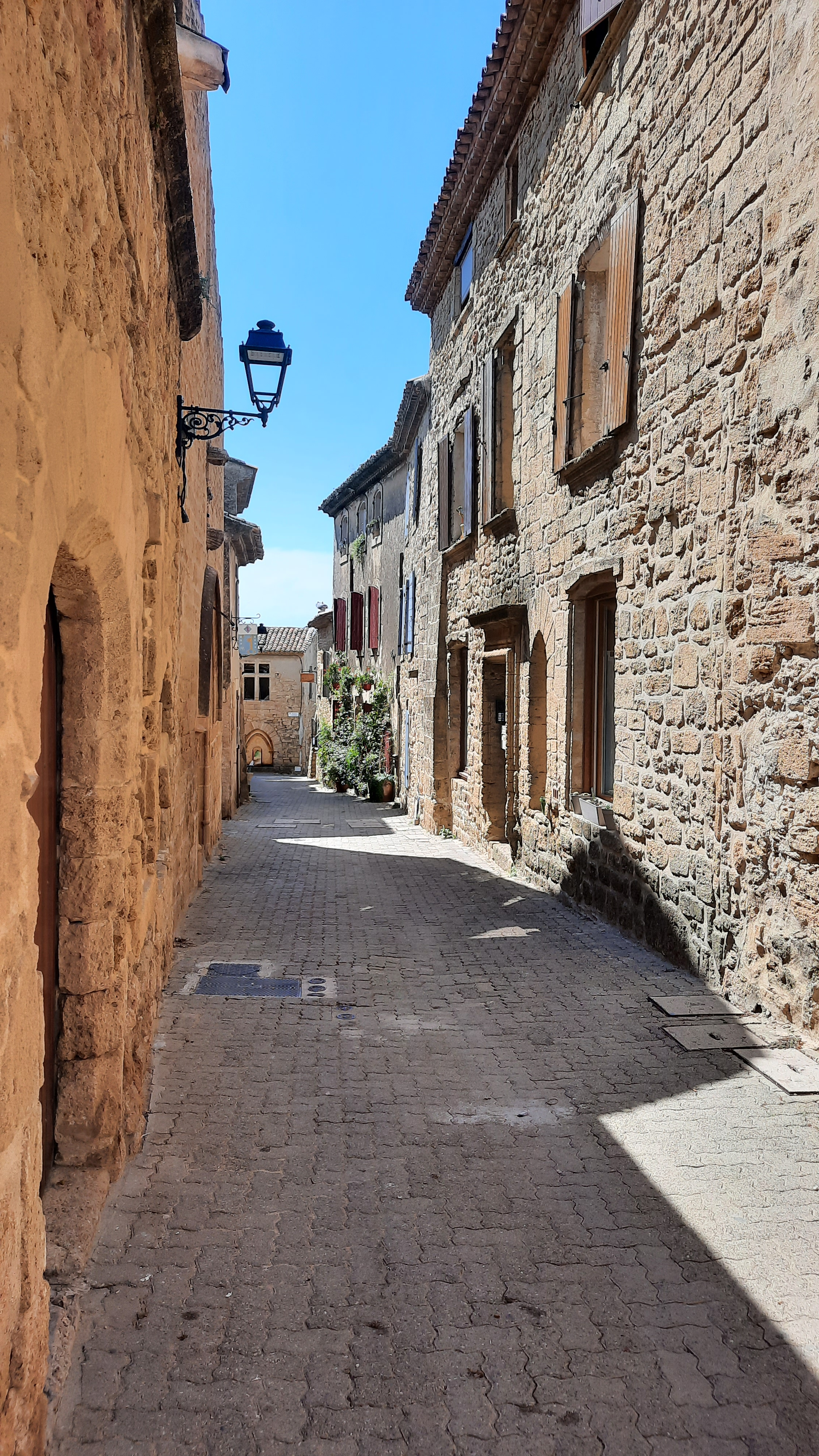
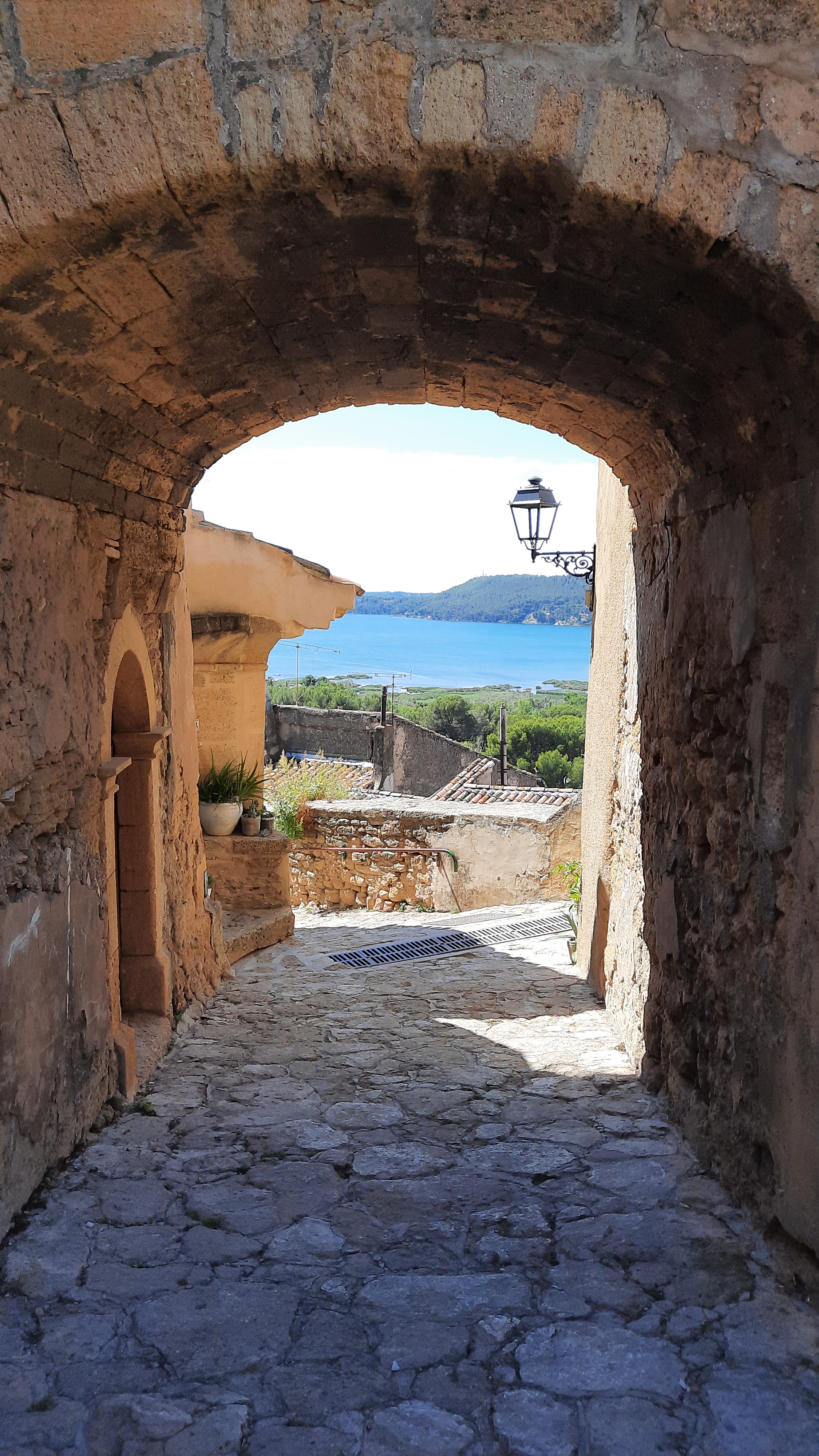
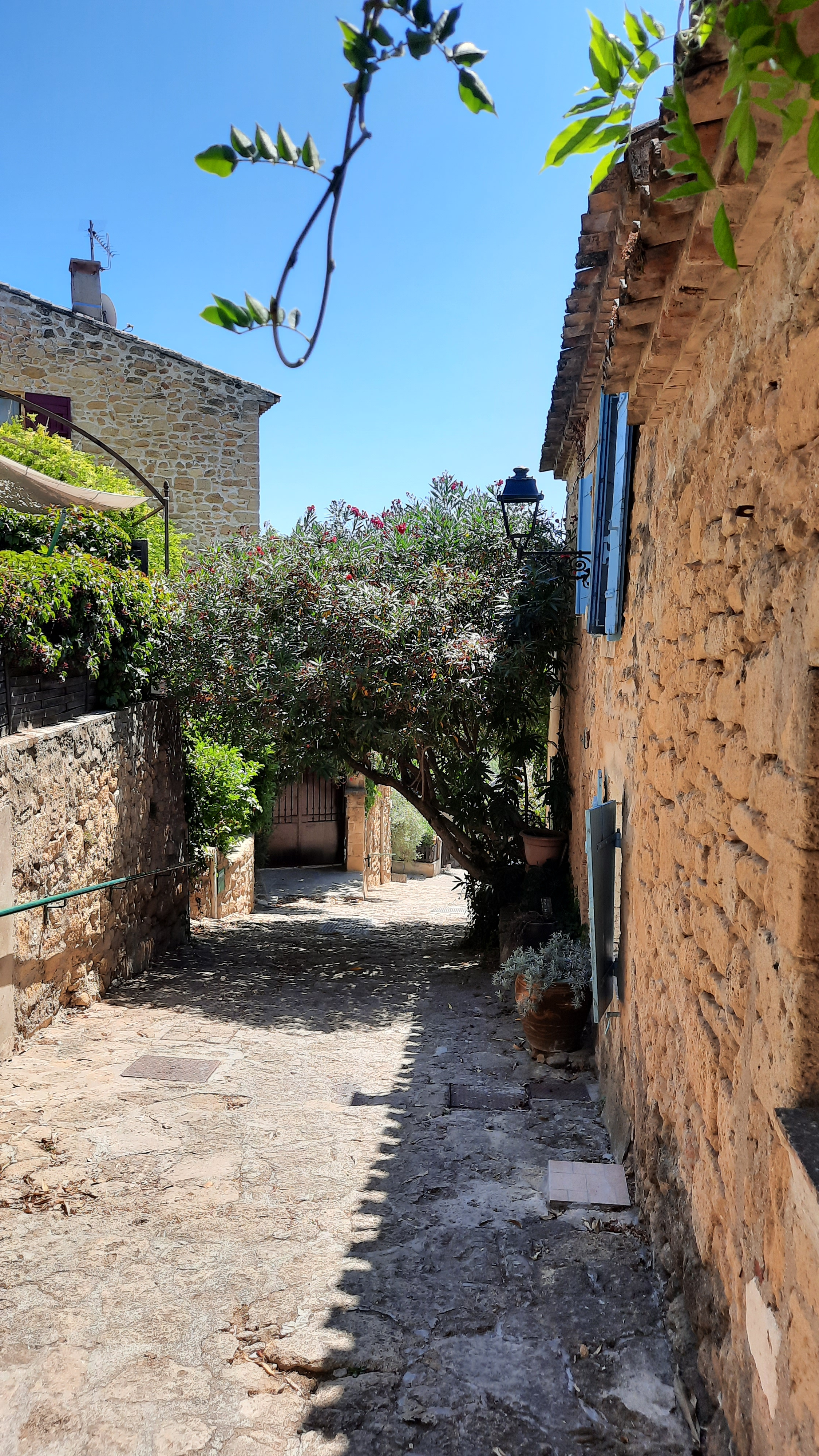
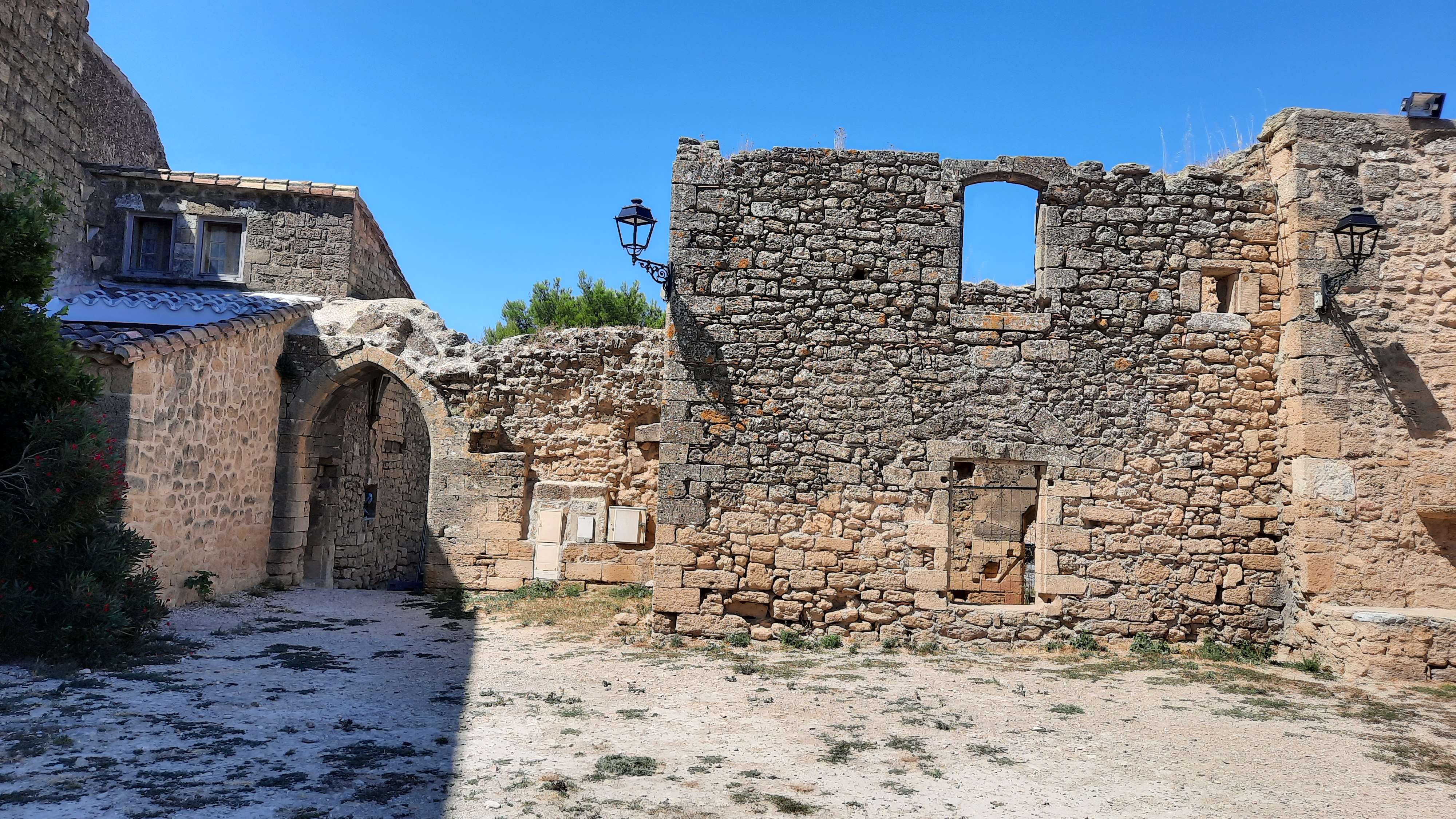

### Parc de la Poudrerie
La Poudrerie, propriété du Conservatoire du Littoral, abrite l’ancienne Poudrerie royale qui s’étend sur 135 hectares. Sa faune comprend quasiment toutes les familles européennes : de nombreux insectes, des poissons, des batraciens (grenouilles et crapauds), des reptiles, des mammifères (chauves-souris, lapins, écureuils, renards, fouines, ragondins et même sangliers), mais surtout des oiseaux avec plus de 130 espèces représentées. Outre les flamants roses, il y a des cygnes, hérons et aigrettes, de nombreuses espèces de canards, et de rapaces...
Le parc propose différentes activités toute l'année :
- Fabrication de boules de graisse pour les oiseaux (février)
- Taille d’oliviers (avril)
- Festival de l’oiseau (juin)
- Fête du jeu (juin)
- Journées du Patrimoine (septembre)
- Cueillette des olives (décembre)
- Courses VTT et des expositions sur l’eau à la Poudrerie, Adam de Craponne, les oiseaux, les serpents, l’olivier, la faune et la flore et les insectes.

Ouvert au public de tous âge, le parc est ouvert tous les 1er et 3e dimanches de chaque mois de 9h à 18h et tous les mercredis de 9h à 17h.

### McArthurGlen Provence
McArthurGlen Provence Outlet est le premier village des marques du Sud de la France. Implanté sur le ZAC Mas de Péronne -Boule Noire, il s'étend sur 20 000m² comprenant 100 boutiques, 6 magasins de moyennes surfaces et des restaurants et bars. Le centre comprend également plusieurs espaces de détente ombragés, d'une aire de jeux et d'aventure pour les enfants. À l'entrée, un parc public aménagé  de 1,6 hectare sera mis à disposition. Le centre est facile d'accès avec ses 1600 places de stationnement.
Depuis son ouverture en avril 2017, le village a déjà eu plus de 2 millions de visiteurs.

### Golf
Le golf Ouest Provence Miramas a 18 trous, son terrain comporte une partie en plaine contenant des plans d’eau, et une partie boisée et escarpée dans la pinède.

### Manifestations culturelles et festivités
La traditionnelle fête provençale Racino e Jitello rend hommage à la langue et à la culture provençales autour de Farandole (danses provençales), les musiques traditionnelles, de stand et de messe provençale et les jeux de gardian. Vitrine de l'identité provençale, elle se déroule traditionnellement au printemps.
Fin juillet, durant quatre jours en plein cœur de la saison estivale, ont lieu dans la ville des fêtes votives comprenant manèges, corso, musique, animations de rues, apéros-concerts, spectacle camarguais, jeux pour enfants, concours de chant, feu d'artifice au plan d’eau Saint-Suspi. 
Fin août, durant trois jours, ont lieu dans le Vieux-Miramas des animations médiévales comprenant spectacles, animations, démonstrations et stands de cadeaux au cœur et aux abords du village, sons et lumières, bals, camp de chevaliers, démonstrations de combats, ateliers variés (calligraphie, herboristerie, armements, tir à l’arc et à l’arbalète, jeux en bois), spectacle de marionnettes, déambulations musicales[Quoi ?], stands de restauration et restaurants du vieux village se mettent aux couleurs médiévales[incompréhensible].
En fin d'année, pour les fêtes de noël, la ville organise un marché de noël autour d’une vingtaine de chalets sur plusieurs jours (six à neuf jours), avec piste de luge, mini-ferme, ateliers jeux, chants de Noël, spectacles et animations musicales sons et lumières.

## Culture

### Théâtre
Le théâtre de la Colonne inauguré le 28 septembre 1986. Conçu par l'architecte Jean-Jacques Morisseau, où brique, bois et velours créent une harmonie et une acoustique exceptionnelle avec plus de 1 700 000 briques rouges et brutes non jointées épousent les murs pour y dessiner profils et moulures selon trente modèles différents. Salle modulable offre la possibilité de présenter tous les styles de spectacle vivant. La scène, d’une ouverture possible jusqu’à 21 mètres, s’adapte avec la salle et selon les besoins des mises en scène : à l’italienne, à plat, en gradins pour 150 comme pour 750 personnes. De septembre à juin, il offre une programmation de théâtre, danse, musique, orchestre, concert…

### Médiathèque et artothèque
La médiathèque ouverte depuis plus de 30 ans, collectionne 266 000 documents en prêt sur différents supports. L'artothèque, quant à elle, a pour mission, la diffusion de l'art contemporain et de l'aide à la création. Elle est chargée de constituer un fonds d'œuvres d'art contemporain, de les présenter et de les diffuser. Depuis 1983, elle a enrichi un ensemble de 1 900 œuvres. Elle organise trois fois par an, des expositions individuelles ou collectives dans une salle de 230 m2 environ.

### Musique
En juin est organisé le festival Nuits Métis. Ce sont trente spectacles gratuits en trois jours et trois nuits regroupant les couleursModèle:Passages incompréhensible des cinq continents. Il se tient sur les rives du plan d'eau de Saint-Suspi. Il attire jusqu'à 12 000 personnes.
L’Électrode est une salle de concert d'une capacité de 200 personnes destinée aux musiques actuelles. On y joue folk, électro  rock, reggae, pop, métal, hard, punk et on y chante.
- La régie équestre du Mas de Combe crée en 2002 s'étend sur trois hectares. Le club est composé de 217 adhérents.

### Personnalités liées à la commune
- Mgr. Marius Chalve, (1881-1970) : prêtre fondateur de la "communauté sacerdotale de Miramas", initiateur de l'association Saint-Louis de Football, de la caisse Mutuelle des Secours, de l’orphelinat puis séminaire de "vocations tardives " Fontlongue, devenu lycée technique, etc.
- Francis Méano, né le 22 mai 1931 et sacré jeune espoir du football français, commença sa carrière à la SSMC Miramas puis au Stade de Reims. Il décéda le 26 juin 1953 dans un accident de la route. Un stade de Miramas porte son nom.
- Le footballeur professionnel Jean-Luc Fournier a été joueur puis entraineur du SSMC Miramas.
- Le footballeur Hervé Florès est né dans la commune.
- Le gardien de but de handball Bruno Martini champion du monde avec les « Barjots » en 1995 et avec les « Costauds » en 2001.
- Le chanteur Shurik'n du groupe de rap IAM est né à Miramas puis est parti vivre à Marseille.
- La chanteuse Marjorie du groupe des L5 formé par l'émission Popstars sur la chaîne M6.
- La chanteuse Sonia Lacen est née à Miramas en 1983.
- L'acteur comique et réalisateur Pierre-François Martin-Laval de la troupe des Robins des Bois a souvent cité la ville et son théâtre de la Colonne dans ses sketchs.
- Sakina Karchaoui footballeuse internationale française a connu sa formation à l'âge de 10 ans à l'US Miramas et a aussi grandi dans les quartiers de la ville.

### Héraldique
| Blason de Miramas | Blason  | D'azur à une clef d'or posée en pal, le panneton entouré de sept besants d'argent, trois à dextre et quatre à senestre, et l'anneau en losange adextré de la lettre M, aussi d'argent,. |
| Blason de Miramas | Détails | |

## Gastronomie
L'A.O.C D'Aix-en-Provence du Domaine de Sulauze s'étend sur 27 hectares dans la garrigues.
Les dragées de Provence propose un large choix de produits, avec des dragées aux amandes de toutes les couleurs, à la pâte de fruits, à la nougatine, à la noisette, au chocolat et des dragées avola.
L'huile d'olive A.O.C d’Aix-en-Provence du Domaine du Montau.

## Cultes
- Église Notre-Dame-de-Beauvezer de Miramas-le Vieux.
- Église Saint-Louis de Miramas.

La paroisse de Miramas est créée en 1866, elle dépend de l'archidiocèse d'Aix-en-Provence et Arles. Chapelle construite en 1862 sur un terrain donné par Louis Jourdan, propriétaire du domaine de Fontlongue. Elle est érigée en église lorsque la paroisse de Constantine (Miramas-Gare) est créée en 1866. Elle devient rapidement trop exiguë à cause du développement de la cité ferroviaire, et souffre de défauts de construction qui la rendent insalubre. Cette première église est désaffectée en 1915, puis rasée vers 1920 pour aménager la place Barbusse, et y élever le monument aux morts en 1923. Finalement on décidera de la construction de l'église actuelle plus vaste. Les travaux débutent en mai 1913. Elle est inachevée lorsqu'elle est livrée au culte en mai 1915. Sa construction est terminée en 1932, lorsqu'elle reçoit enfin son clocher. Elle fut l’œuvre des prêtres communautaires de Miramas fondés par M.M. Mazel, Audran et Chalve en 1909. Cette communauté aura une influence durable sur le clergé à travers leur revue "L'ouvrier de la Moisson" et différents congrès, portant au monde l'intuition de la vie en commun pour les prêtres qui desservent des paroisses. Le Père Marius Chalve portera certaines des intuitions que le concile Vatican II fera siennes, comme la notion de « Corps Mystique du Christ » pour parler de l'Église, dans un de ses ouvrages. Au cours de la Deuxième Guerre mondiale, son attention à toutes les misères l’amèneront à sauver quelques juifs des persécutions nazies, parmi lesquels le grand rabbin de Marseille, Israel Salzer. Cela lui vaudra le titre de « Juste parmi les nations » en Israël. Lors des épurations d'après guerre, il sera déclaré « Pacificateur » de Miramas et recevra à ce titre, la Légion d'honneur. Il contribua à la formation d'une centaine de prêtres qui demeurèrent dans le séminaire de Fontlongue, avant que celui-ci ne devienne un lycée technique. Vicaire général du diocèse pendant de nombreuses années, il reçut le titre honorifique de "Prélat de Sa Sainteté" le Pape, en reconnaissance pour les nombreux services accomplis au service de l’Église. Il meurt à Aix-en-Provence en 1970.
Le culte protestant se célèbre au Centre protestant évangélique de Miramas, rue Pierre Tristani.
. Mosquée Al wahda dans la zone industrielle des Molières , et mosquée As-salam au centre-ville. 

## Sport
Tennis de table
- L'ASTT Miramas évolue en Pro B.En 2011 et 2012, ils sont vice-champion de Pro B et vainqueur de la TT Intercup en 2008.

Handball
- Miramas Handball Ouest Provence (handball féminin) évolue en championnat départementaux.

Rugby à XV
- Le RC Miramas (Rugby à XV masculin) évolue en championnat territorial - Provence série 2.

### Halle d'athlétisme
À l'initiative de la Fédération française d'athlétisme, homologuée par l'Association internationale des fédérations d'athlétisme pour organiser de grandes compétitions internationales. Avec une salle principale d'environ 17 000 m2, elle comprend une piste circulaire de 200 mètres, une deuxième de 60 mètres, des sautoirs à la perche, en longueur avec triple saut et en hauteur ainsi qu'un atelier mobile de lancer de poids. Une piste destinée à l'échauffement est installée sous les gradins, une première en France. Totalement modulable avec une capacité variant de 5 500 à 7 500 spectateurs. À l'extrémité de la halle, une seconde salle est construite pour les scolaires et les associations de la ville.

### Cyclisme
Un cyclo-cross s'y déroule, il a été le support d'un championnat de France de cyclo-cross en 1982 et de deux manches du Challenge la France cycliste de cyclo-cross en 2010 et 2012.
Autrefois :
- Circuit de Miramas
- Grand Prix automobile de Provence
- Grand Prix automobile de Marseille
- Grand Prix automobile de France 1926

## Médias

### Presse
Miramas a sa propre actualité dans la presse écrite dans le quotidien régional La Provence dans son édition locale Salon-de-Provence / Étang de Berre et dans l'édition de Marseille du quotidien régional La Marseillaise.
La ville de Miramas diffuse tous les deux mois son journal d'informations Miramas-Info.

### Radio
- Radio Maritima, créée en 1982, est aujourd'hui la première radio de l'agglomération martégale et du pourtour de l'étang de Berre avec une audience cumulée de 33,7 % et 64 000 auditeurs en 2007.